# 魔法科高中的劣等生角色列表
此列表是輕小說《魔法科高中的劣等生》內登場人物的介紹，譯名以台灣角川中文版為準。劇情進度範圍以台灣角川發行的中文版小說進度為準。

## 第一高校
關東的魔法科高校，位于東京八王子。

### 主要角色
司波達也（Shiba Tatsuya，聲：中村悠一）
生日：2079年4月24日
班級：1年E班（魔法科二科生），2年E班（魔工科學生），3年E班（魔工科學生），男學生。
職務：風紀委員（1年級），學生會副會長（2至3年級），學生會書記長（1年級學生會選舉時，深雪為了平衡自己的心態，另外再多加的職位），國防陸軍一〇一旅團・獨立魔裝大隊特尉暨戰略級魔法師「大黑龍也」（已脫離），Four Leaves Technology（四葉科技）開發人員。
異名：西尔弗（シルバー，silver）、摩醯首羅（日语：まけいしゅら）、破壊神（ザ・デストロイ）
於2095年度進入国立魔法大学附属第一高中就讀。入學考成績為第一名，入學測驗滿分是一百分，七科分數平均是九十六分。魔法理論與魔法工學的成績尤其令人嘆為觀止，合格學生的平均分數皆不到七十分，達也在這兩科卻是包含申論題在內，拿下無可挑剔的滿分。但魔法科高中生的評價標準並不是以考試成績為優先，而是實技成績，達也因而被編入二科生（不過實技成績計算方式並無法實際反映出達也真正的實力，由於達也天生才能「分解與重組」佔去其絕大部分魔法演算領域，造成其無法使用多數其它種類魔法）。
於2098年度畢業後，他入讀魔法大學。其打算在大學畢業後，和深雪結婚。
身高175cm（入学篇，2095年4月）身高178cm，體重73kg（一年級九校戰時，2095年8月）身高182cm（自我牺牲篇2097年8月）
輕小說、漫畫及動畫作品《魔法科高中的劣等生》主角，體型消瘦但鍛鍊極為結實。容貌中偏上的程度。
頭腦聰明，個性較為冷靜、冷漠、沉著，但有時會開惡作劇玩笑來觀察他人語言或肢體反應，經常因此被周遭人們說其性格惡劣。
雖然表面上較冷淡但其實會替友人設想並給予幫助，但對待「敵人」時卻冷酷到底即使造成對方死亡也不會動搖。
原作小說中經常有意維持撲克臉不將自身情緒表現出來，因此給人無法猜測真實想法的印象；但動畫、漫畫作品中此傾向較不明顯。
在高中的第一次段考中拿下理論成績第一名。
将来想成为魔法技能师中负责魔法机具的制作、调整等的魔法工学技师。實際上，他已是活躍於CAD開發的FLT專聘的魔工技師〈托拉斯・西爾弗〉中的西爾弗。
2095年九校戰中只要是由他擔當技師的選手成績皆為無敗（意指都拿到冠軍或獨占前位排名）。因應一高男子選手在新人賽秘碑解碼中皆受傷緣故，擔任選手與西城、幹比古搭檔擊敗一條與吉祥寺取得優勝。在真由美、克人等人畢業之後成為了第一高中的2096年九校戰總參謀兼技術人員，繼續延續選手無敗成績，也拿下九校戰總冠軍，成果近乎堪稱是完美的。
做為四葉家下期當家深雪的守護者及婚約者，非常重視妹妹，將妹妹深雪擺在第一位（因為只有對妹妹的情感，其它的強烈情感被全部改造），只要妹妹所要求的事一定全力去實現，因此被周遭人們稱有戀妹情結，也因為兄妹倆人宛如深愛情人般的互動，常讓周遭人們吐槽或讓他人感到不自在或對這對兄妹投以別有意義的視線。此外，也有不少人（特别是對達也有偏见的人，以及對改造實驗不知情的人）認為他自私無情，把除了深雪的安危及意願之外的事情一概無視，不會為大局設想，因而被人視為危險人物。但事實上，達也所著眼的是下一步，甚至是之後的方向，絕非不會不顧大局著想（如與響子在九校戰之後去消滅恐怖份子，這件事除了內閣、外情、獨立魔裝大隊幹部和防衛省知道，在整個四葉家中就只有真夜、龍郎、深雪、夕歌、亞夜子和文彌及總執事葉山知道而已，其他人根本就不知道。）
對外並不被四葉家承認（直至真夜宣佈達也為其子和下任當家的未婚夫為止），但達也亦是十師族的成員之一（身份未公開前只有四葉家、獨立魔裝大隊的成員和少數相关人士知道），還是十師族中在最前線進行生死搏命的魔法師之一（另一個是屬於有九島家血统的藤林響子，本人自稱不算是十師族成員，立场偏向藤林家），戰功異常的彪炳，除了對付敵人之外，連干擾到其生活的恐怖份子都是被達也「肅清」的對象。
進入魔裝大隊目的為想培養實力對抗四葉家（軍方與四葉協議是四葉暫時將達也出借給魔裝大隊，不能牴觸守護者的任務），但是在真夜公佈其「新身份」後，魔裝大隊卻因他在四葉家的身份舉足輕重，與國防軍的立场對立而疏遠他，但不介意他與情報部的糾紛（因兩者在國防軍的立场不同，情報也不互通）。對此，達也承認自己也難以脱离四葉家（藤林響子也曾遭遇過）。也因如此，獨立魔裝大隊幾乎不給達也帶領士兵，最多就只有讓達也訓練新進的菜鳥和部分的軍兵。甚至整個獨立魔裝大隊中，達也所率領的部隊人數連五十個都不到（響子約率領含軍官在內約兩百人，其他人至少都有超過三百人以上。）
由於所謂「魔法」是指「改變情報體構造」、「改變事象」的能力，但達也的「分解」和「重組」嚴格定義來說不算「魔法」，再加上達也無法或難以使用能「改變情報體構造的魔法」，因而被四葉家判定為「無能」，並不被認為具有魔法師的資格，所以在一般不知實情的四葉一族人眼中達也是「明明流着四葉家的血却没有与之相应的魔法能力的废物”和“因为人情而当上了妹妹的守护者”这般理由而轻视着他，故只被當成道具而不被當作四葉家的人看待（只有少數四葉家的人（特别是同輩）對他正常看待）。加上四葉家以非人道方式改造達也（以精神改造方式進行人造魔法師實驗，去除掉強烈情感來植入人工魔法演算領域），因而是四葉家黑暗的一面所生出的祕密兵器，被分家當家黒羽貢視為本该封鎖在四葉内部的罪孽结晶，甚至不願借助達也任何的力量，被當成禁忌的存在。達也對於因這些先入为主的想法而被逼改造，甚至差点被殺死而感到可笑。
事實上，達也天生特殊才能「分解」和「重組」，乃是一族在大漢事件對四葉所造成的傷痛後出現的第一個新生命，全族上下無不抱持著新希望，加上達也是由當時族中最強的精神干涉系魔法師深夜所孕育的，故盼望能有一個絕對能力能保護一族的人出現，由於這樣的期望加上真夜心中希望對這個世界的報復，所產生的一個擁有毀滅世界的能力。
作為一族扭曲希望下誕生的擁有毀滅世界能力的人，所有分家的人感到罪惡感，經過討論後一起向當時當家英作提出殺掉達也的請求，但被英作否決，因而能存活下來。從能走路開始就接受戰鬥訓練一直到現在（英作認為無法使用其它魔法的達也需要有能保護自己的手段），第一次殺人是在6歲人造魔法師實驗後，在正面對決下殺掉30歲的熟練魔法師。而人造魔法師實驗以精神構造干涉來去除達也強烈情感，是深夜為了避免達也在情緒失控下毀滅了世界，只保留對深雪的感情是為了讓深雪能夠制御達也。因為幾乎不被四葉家大部分的人當成是其家人，而是被當成兵器。據達也自己以為的說法，若是哪天他發生意外，四葉家的人會為他擔心、哭泣的人屈指可數，應該只剩深雪、夕歌、亞夜子和文彌會真心的為達也擔心（此外還有已過世的司波深夜），其他人大概都裝做沒有這人存在過，尤其是血緣最親的姨母四葉真夜，是最希望達也出什麼意外的人，也因此深雪對於四葉真夜感到厭惡，且真夜基本上都不會與達也通電，都是由葉山執事代為傳話。顯見真夜深知達也能力足以毀掉包括自己在內的「親人」，因此想盡辦法令達也不會「背叛」四葉家。
2097年新春，被真夜正式對外宣布達也是她（名义上）的兒子跟做為下期四葉當家深雪的婚約者，並告知達也他們出生的真相與她真正的想法。從此以后，達也會在公開場合及非知情人士（不包括水波）在場的情況下，稱呼真夜為「母亲大人」；但私底下，仍稱呼她為「姨母大人」。當外人稱呼他為「四葉先生/閣下」時，都会一再強調自己的姓氏為「司波」，或自稱「四葉家的司波達也」。因此像十文字克人、七草弘一、九島烈等熟悉這點（與真夜有點不和）的大人物皆會在公開場合稱呼他為「（四葉家的）司波閣下」。（其實在四葉家中，不認同真夜的做法的成員占多數，但大多是不敢明目張膽的反對。只有立場偏向司波兄妹的津久葉夕歌母女和武倉藍霞是直接敢與真夜唱反調的少數人，而這三人正好就是與司波深夜感情最好的親人。為了已故的司波深夜，這三人其實在家族中默默的站在達也的身邊，私底下在家族中暗中保護達也，不使讓達也的生命和權益被真夜等人所侵害。）
由於自己在軍中服役的關係，所以平時沒有使用全部的實力，原因是因為如果使用真正的實力，會使被攻擊的對象受到非死即重傷的傷害，因此在九校戰新人戰的「秘碑解碼」幾乎沒有使用真正的實力，對於一条將輝，也僅拿出了不到三成的實力就擊倒對方。劇情中逼使的令達也幾乎使出全力的只有大亞聯盟的數名軍官和USNA的使徒之一的安吉・天狼星（莉娜）而已。
2097年8月4日伊豆群岛最新的岛屿巳烧岛，被USNA的「叛乱部队」与新苏联军攻击的那一天。『我希望魔法师和非魔法师的人们和平共存。但是在为了自卫而需要动用武力的时候，我绝对不会犹豫。』和四叶家精锐部队一起击退两国军队侵略的达也，透过全球卫星网路向世界发布这段讯息，同时展现实力证明自己做得到。
2097年8月11日召開臨時師族會議，並請達也說明發生在一周前「巳燒島事變」的詳情，會議中在四葉真夜的同意下，達也承認其為產生「灼熱萬聖節」的戰略級魔法師，並說明是根據國防軍的命令下使用戰略級魔法，也當場表明因為和國防軍的信賴關係已經瓦解了，今後不會服從國防軍的命令，脫離國防軍。
司波达也终于向世界展示自己是能够独力和国家对等进行战争的存在，也迫使世界承认这个事实。「个人无法对抗国家」的常识至此被推翻。如今世人知道，引发「灼热万圣节」的人也是司波达也。震撼世界，讓大國承認他一個人就足以成為各國軍事威脅的超長程大規模魔法，雖然日本政府沒有公認，卻無疑是戰略級魔法師，甚至是超越戰略級的非公認超戰略級魔法師。
擅长领域：分解與重組、精靈之眼、閃憶演算、術式解體、魔法工學、術式編寫。
司波深雪（Shiba Miyuki，聲：早見沙織）
生日：2080年3月25日
班級：1年A班（一科生），2年A班（一科生），3年A班（一科生），女学生。
職務：學生會書記（1年級），學生會副會長（1年級暑假後、2年級），學生會會長（2年級學生會選舉後）。
身高160cm，體重49kg（入學時）
於2095年度進入国立魔法大学附属第一高中就讀。此外，由於她是下任四葉家當家的關係，所以自小就讀禮儀學校作課外活动，學習各種應付社交場合的技巧，如:舞蹈、插花、茶道。故此，她容易給人一種大和撫子、淑女的感觉。
达也的妹妹（四葉家對外宣稱是表妹），三月出生，与达也同年级。
於2098年度畢業後，入讀魔法大學。打算在大學畢業後，與達也結婚。
輕小說、漫畫及動畫作品《魔法科高中的劣等生》女主角。
有着稀世美貌，身高160cm，是校内第一美少女，加上魔法实力相当优秀，在同学、前辈间不分男女都有很高的人望。
喜歡吃巧克力蛋糕。
很敬重达也，称呼达也为『兄长大人』（日语：お兄様），是名重度兄控，比起自身的意志會把達也意願擺在第一順位（但即使達也不在意，卻也時常會為了達也的名譽而忘我的給達也帶來一些問題），對於輕視達也的人即使是父親也絕不給好臉色，對於想傷害達也的人也絕不會手下留情的將之冰凍成人柱，被朋友千叶艾莉卡称为“极品兄控娘”。
在入学测试获得年级第一的成绩（文科測驗與魔法實技總和算），担任新生总代表。
入学后加入学生会担任書記。2095年九校戰後的新學期擔任副會長。在2年級下學期的選舉中當選會長。
魔法科第一高中的段考中，在理論加實技的綜合成績獲得一年級第一名，在魔法實技成績拿下一年級第一名及在魔法理論成績拿下一年級第二名，意外地不擅長普通科目的數學。
2095年九校戰中以壓倒性實力在新人賽女子冰柱攻防與正規賽幻境摘星中優勝。2年級時參加2096年九校戰女子單人冰柱攻防與越野障礙賽跑並拿下冠軍。
2097年新春，被真夜宣布為四葉家下任當家。
由於當家繼承人與守護者的關係，擔當解放達也能力的關鍵人，意指達也能否發揮全力掌握在深雪手中，不過深雪並不希望以此限制達也。也因為如此，深雪必須分出力量來壓制封印達也的力量，造成其在情緒激動時，會有無法控制魔法的情形發生。所以當解開封印時，才是深雪與達也兩人發揮完全力量之時。在達也遭到孤立時，決定永久解除津久葉家強制替他们兩兄妹結下的「誓約」魔法，讓達也和自己能在任何情况下，皆可全力應戰。
2097年8月，外國勢力針對四葉家及達也發動襲擊時，以下任當家的身份指揮成員應對，並發動戰略級魔法「冰河期」，成為第2位出身四葉家的戰略級魔法師。由於「冰河期」較其他戰略級魔法的破壞性低，以抑制為主，所以在他人（大部分在場的魔法師）眼中，僅只是「冰霧神域」的進化版魔法，未受到關注。因此，她的戰略級魔法師身份只有四葉家主要成員知曉。
其實深雪本身是四葉家運用技術所製作出來的"完全調整體"魔法師，透過人工子宮孕育，完全沒有任何其它調整體魔法師的缺陷，作為用來預防達也暴走用。雖然是跟達也相同的父母，但在基因改造下，與達也在遺傳學上的差異性，大到可以真的當表兄妹來看待。（只有前當家英作、深夜和真夜、总揽调整设施的红林的前上司、现任的调整设施总揽的红林，以及其心腹数名知道而已，連分家都不知）
因為其兄司波達也在軍中供職的關係，也被獨立魔裝大隊全員視為「軍眷」，在隊中常享有不同的對待，尤其是大隊的幹部和士官。故常受到包括風間、藤林響子等幹部的照顧，這是其他軍中罕見，就連四葉家的成員（包含司波龍郎）都無此待遇，其餘十師族和百家除了千葉家（部分隊員的刀術教官）和九島家（因九島烈和九島光宣是因為藤林響子的親人緣故，加上九島烈對日本魔法师界的貢獻）有獲得些許的特別待遇之外，全部都沒有，就連承接其部分工程的十文字家也沒有此種殊榮。由此可知，因此深雪也被獨立魔裝大隊視為重要人物，需要受到特別保護的對象（這可以從九校戰和大亞聯盟入侵橫濱的論文戰時看出來）。
擅长领域：振動系、減速系、精神干涉系魔法。

### 達也、深雪的同級生
千叶艾莉卡（Chiba Elica，聲：內山夕實））
班級：1年E班（二科生），2年F班（二科生），3年F班（二科生），女学生。
於2095年度進入国立魔法大学附属第一高中就讀。
於2098年度畢業後，入讀魔法大學。
身高162cm，体重52kg
达也同学兼朋友，跟幹比古是青梅竹马，跟雷歐的交情很好，但是對於達也似乎有著屬於不同於一般的情感存在。在達也遭到各方孤立時，主动帶領同伴支持他。
有著同學年NO.2美少女的極高呼聲。常跟雷欧鬥嘴吵架，但其實雙方也有相當程度的信賴。單方面討厭與自己所仰慕的次兄修次交往的摩利。和大哥壽和的關係也不太好，兩人經常吵架。由於是妾生的女儿，所以跟姐姐的關係似乎也不是很好。然而，兩位兄長都十分疼爱她，心中都承认她是千葉家的女儿。
隸屬於網球部，但受到紗耶香的邀請也經常去參加劍道部的活動。
家族即為「百家」主流之一，且有別名「劍之魔法師」的千葉家。但由於私生女的身份，千葉家刻意隱瞞其身份，所以在上高中前，一直不能以「千葉」為姓氏，故此，在横滨事故前，她在魔法師社会，甚至同輩中一直寂寂無名。但在門生和世交家族的同輩中，卻十分受歡迎，故此對任職警察的魔法师也有影响力。在横滨事故後，被不知內情者誤會是千葉家特别訓練的秘密武器，故有「公主」外號。此外，曾外祖父是羅瑟家族的前家主，故有羅瑟家族的血統和繼承權，但她已经放棄相关的權利，藉此脱离關係。
家裡也是著名剑术道场。光論劍術在摩利（目錄）之上，已取得印可資格（由低而高分為切紙、目錄、印可、免許和皆傳)，擅長以自我加速、自我加重的術式來進行白兵戰。
千叶家和五十里家的關係非常密切，艾莉卡私用CAD中的刻印更是由五十里啓親手編成。
私用CAD是特殊的可伸缩的警棍。
魔法科第一高中的段考中，在魔法理論成績拿下一年級第二十名。
千葉家自傲的秘剑「山怒濤」唯一的使用者，在《横滨骚乱篇》中曾以这项魔法击毁多辆巨大的直立坦克。主要是因為在家族中，能夠以慣性中和魔法來完全控制專用武装「大蛇丸」的也只有艾莉卡。
在吸血鬼事件中，推斷出達也和四葉家的關係，被達也要求保密不再深究。
既不屬於學生會，也沒參與部活聯，卻知道很多有關學校內幕的事情。經常受同伴（多半與達也有關）牽連而意外捲入不少事件中。經歷壽和死亡的事件後，決定要與命运抗争，更鼓励身边的同伴不要輕言退缩，可見其性格堅強。
和摩利的關係非常不好，連帶的跟花音關係也不太好。
因為與兩個兄長年紀有點差距（與壽和相差約13歲、修次大概是6歲，因為艾莉卡高一時修次正念大三），表面上與他們不和並常吵架，其實內心非常尊敬和依賴二人，不希望二人被讓其他女生搶走（如摩利）；另外也將五十里啟視為兄長，連帶討厭其未婚妻花音（另外也因為花音與摩利交好的緣故）。就某種程度來說，艾莉卡也算是個「兄控」，連好友深雪和美月等都看得出，只是自己嘴硬不願承認。因此，在大哥壽和殉職之後，艾莉卡悲憤的程度超越旁人，甚至拿木刀要攻擊達也。
西城雷歐赫特（Saijyou Leonhaluto，聲：寺島拓篤）
班級：1年E班（二科生），2年F班（二科生），3年F班（二科生），男学生。
於2095年度進入国立魔法大学付属第一高中就讀。
於2098年度畢業後，入讀救援大學。
身高180cm，体重75kg（入学篇）
昵称“雷欧”，达也同学兼朋友。
祖父佐治・奥斯托布魯克有魔法師素質（屬於特別強化身體的調整體魔法師「城塞系列（Berg Forge）」極少部分能存活的例子，因避免參戰及逃离德國而存活），父親是混血兒，母親是隔代混血兒，樣貌是日本人但名字卻是西方名字，此外還有一名姐姐。
隸屬山嶽部，三年級時當上部長。
外表看上去非常粗野，但意外卻是純情頑固的個性。
将来的志願是，擔任需要大幅移動身體的職業，比如机动队、山岳警卫队。
得意魔法是將對象的相對位置固定的聚合系「硬化魔法」。
自用CAD是少見的聲控樣式，也能直接當成防具來使用。
九校戰中，和幹比古被達也選出來，和達也組隊，代替受傷的一科生參加「秘碑解碼」並得到冠軍。決賽時在沒有使用魔法的狀態下，以肉身防住了一条將輝的氣彈攻擊，其強韌身體超乎常人。因比赛表现而讓參與製作「城塞系列」的羅瑟家族相中，曾企图招覽他加入研究不果。
全国高中生魔法学論文比賽舉行前，由於艾莉卡認為雷歐欠缺一擊必殺的能力，所以親自傳授千葉家秘劍「薄翼蜻蜓」給他。故此，他也成为千葉家的門生。
大學上了專門學校後幾乎沒再被提起過。
柴田美月（Shibata mizuki，聲：佐藤聰美）
班級：1年E班（二科生），2年E班（魔工科學生），3年E班（魔工科學生），女学生。
於2095年度進入国立魔法大学附属第一高中就讀。
於2098年度畢業後，入讀美術學院。
身高158cm，体重52kg
达也同学兼朋友。
隸屬於美術部。
魔法師家庭出生，比一般家庭富裕，将来的志願與達也相同，希望能成為魔法工学技師。
外表属娴静治愈系，在一部分高年级男生间有很高人气。有着从文静的外表看不出来丰满上围，上围比3年级生的真由美和摩利还要大。
魔法科第一高中的段考中，在魔法理論成績拿下一年級第十七名。
眼睛為「水晶眼」，有灵子视觉过敏症，常佩戴眼镜来缓和灵子的刺激。九校戰中利用其眼睛特性看出CAD異樣，進而幫助達也查出是電子金蠶問題。
二年級時和達也一樣轉入魔法工學科。
跟幹比古互有好感。（对于其情人节听说干比古在自家道场收到大量巧克力的事情抱有冰冷语气询问。）
在大學時因為通車關係而住進幹比古老家與幹比古同居中，父母答應同居時也說了如果雙方發生了什麼事，也請幹比古負起責任。
吉田比古（Yoshida Mikihiko，聲：田丸篤志）
班級：1年E班（二科生），2年B班（一科生），3年A班（一科生），男学生。
職務：風紀委員（2年級），風紀委員會委員長（2年級九校戰後）。
於2095年度進入国立魔法大学附属第一高中就讀。
於2098年度畢業後，入讀魔法大學。
估计身高177cm（九校战篇）
达也同学兼朋友，艾莉卡的青梅竹馬。（其實不算是青梅竹馬，應該算是比較熟的鄰居。因為艾莉卡是在十歲左右回到千葉家，吉田神社就在千葉家斜對面，所以幹比古在十歲時才第一次看見艾莉卡。因此對艾莉卡的熟悉度不是像千葉家的較年長的孩子和門生般的非常熟悉。）
魔法科第一高中的段考中，在魔法理論成績拿下一年級第三名。
出生自傳承系統外魔法「精靈魔法」（吉田家稱為「神道魔法」）的古式魔法世家吉田家的次子。使用家傳魔法中的核心「喚起魔法」的技術凌駕於次期当主的哥哥所以又被稱為「神童」。
在2095年九校戰中，和雷歐被達也選出來，和達也組隊代替受傷的一科生，參加新人賽「秘碑解碼」並得到冠軍。2年級時也參加2096年九校戰秘碑解碼拿下冠軍。
於第一次九校戰時加入由達也所組的秘碑解碼隊伍中，經過達也開導後解開心中的迷惑，而後被艾莉卡認為已經比被稱為神童時更加會使用精靈魔法。目前致力於研究古代和現代魔法融合使用。
二年級時順利升上一科生，而達也離開風紀委員擔任學生會副會長後，其學生會推薦風紀委員名額之空缺則由他接下。
得知美月眼睛為「水晶眼」時，表現出些許變質的獨佔慾，之後在與魔法相關事件時則處處保護著美月。
也認識九重八雲，會尊稱九重為老師。
跟美月互有好感。
大學時與美月在自己老家同居中，美月父母也算是承認兩人的男女關係。
光井穗香（Mitsui Honoka，聲：雨宮天）
班級：1年A班（一科生），2年A班（一科生），3年A班（一科生），女学生。
職務：學生會書記（1年級暑假後、2年級），學生會會計（2年級九校戰後）。
於2095年度進入国立魔法大学附属第一高中就讀。
於2098年度畢業後，入讀魔法大學，並擔任雫的護衛。
身高162cm，体重53kg
她是「元素家系」的後裔。「光」之元素血統的繼承者。
元素家系的後裔在較高概率上有著對特定人物的依賴心。
深雪同学兼朋友，喜歡達也。
在考場第一次遇到達也時，因為自身對於施展魔法所產生的光波噪音相當敏感。在達也進行魔法實技時，發現達也施展魔法時所用的魔法式，完美到完全不會產生光波噪音，之後對於達也的印象甚至比第一名入學的深雪還深。不過在入學後發現達也是二科生時，一時陷入無法理解的情境中，也因此對於達也有著過度的敵意。然而在入學第二天的一科生與二科生的衝突中，受到達也幫助而免於被風紀委員拘留後得以釋懷。之後便與雫和深雪成為與二科生交流的一科生三人組。
在性格方面有些懦弱，但魔法能力很高。
和父母的關係不太好，父親是某個強力的數字家系成員的部下。由於父母因工作而經常不在家，所以自己獨自居住在北山家出租的公寓。
和雫從小學時代時就已經是摯友（雙方母親也是友人），但同時也是競爭對手，直到現在雙方都覺得對方是勁敵，而最強的勁敵則是深雪。
魔法科第一高中的段考中，魔法實技和魔法理論成績都拿下一年級第四名，在理論跟實技的綜合成績獲得一年級第二名。
在2095年九校戰中，作為一年級女生選手出戰新人賽女子「衝浪競速」，在自身的技巧之下再加上達也的戰術得到冠軍，並在新人賽「幻境摘星」中也得到冠軍。2年級時也參加2096年九校戰幻境摘星拿下冠軍、越野障礙賽跑第5名。
曾在2095年九校戰後向达也告白，但被達也以「因失去大部分情感而無法理解愛情」的理由拒绝，但是即使如此，仍然對達也宣告不會放棄這份感情。
暑假後新學期，在學生會會長選舉結束後加入学生会，担任書記。
在小說第10集中吸血鬼複製穗香的思念，然后依附在了家政型机器人琵庫希的身上。
在得知達也成為深雪的婚約者後，非常震驚難過，一度疏遠達也、深雪，但在雫的鼓勵下整頓心情後，向深雪作出不放棄達也的宣言，並與達也、深雪恢復往昔正常交情。
在一高畢業後，在魔法大學的課餘之外的時間，作為雫的侍女兼保鑣，出席由北山家投資恆星爐計劃的例會。
擅长领域：光波・振動系魔法
北山雫（Kitayama Shizuku，聲：巽悠衣子）
班級：1年A班（一科生），2年A班（一科生），3年A班（一科生），女学生。
職務：風紀委員（2年級）。
於2095年度進入国立魔法大学附属第一高中就讀。
於2098年度畢業後，入讀魔法大學。
身高158cm，体重47kg
北山家是富豪家族，但並非十師族或百家這種魔法師名門。雫的母親是一流魔法師，而父親家族和她的弟弟的魔法天分沒有達到實用等級。受到父母在資金和教育的全力支持下，魔法才能自小得到栽培。
深雪同学兼朋友。
无口、无表情的少女，但有主张的时候会做出锐利的发言，和穗香一起行動，順其自然的就成為了與二科生交流的一科生三人組。對於達也的技師能力有著非常高的評價，曾對達也提出以高額報酬為代價，讓達也成為她的技師，但遭到拒绝。對於深雪有著相當高的競爭意識。在2095年九校戰中因為達也擔任技師與軍師，首先在新人賽女子「精速射擊」中得到冠軍。其後掌握了同時操縱兩台CAD的「異技」，與深雪在新人賽女子「冰柱攻防」上決勝負，雖然最後還是敗給了深雪拿下第2名，不過卻是在比賽中唯一可以攻擊到深雪的區域的人才。2年級時與花音搭檔參加2096年九校戰女子雙人冰柱攻防拿下冠軍、越野障礙賽跑第6名。
之後曾于美国交换留学一段时间，结识到七贤人之一的雷蒙德・赛格・卡拉克。
魔法科第一高中的段考中，實技成績拿下一年級第二名及在理論成績拿下一年級第十名，在理論跟實技的綜合成績獲得一年級第三名（以些微分數差距緊跟在穗香後面）。
一直默默地支持着好友穗香的恋爱攻势，自己也对达也抱有一定好感。
和穗香從小學時代時就已經是摯友，但同時也是競爭對手，直到現在雙方都覺得對方是勁敵，而最強的勁敵則是深雪。
是秘碑解碼的忠實粉絲，每年都會去看九校戰的秘碑解碼。
二年級時由社團聯盟推薦進入風紀委員會擔任風紀委員。
在一高畢業後，在魔法大學的課餘之外的時間，作為家族企業的代表和達也名下的公司合作，發展恆星爐計劃。
擅长领域：振動系、加速系魔法
森崎骏（Morisaki Shiyun，聲：大原崇）
班級：1年A班（一科生），2年A班（一科生），男学生。
職務：風紀委員（1年級、2年級）。
於2095年度進入国立魔法大学附属第一高中就讀。
深雪的同班同学，看不起二科生。
經由教職會推薦進入风纪委员会。因为自己一科生的身份而对达也表现出明显的敌意。
在第一高中段考中實技成績拿下第三名，實技跟理論綜合成績拿下第九名。
2095年九校戰中拿下新人賽男子精速射擊第2名，但在新人賽秘碑解碼中受傷而棄權。對於達也等人以二科生的身份代替自己參賽並成功奪冠一事中，對自己感到失落。
在暑假的某一天外出時巧遇鈴・理查生，並主動幫助和保護她，最終幫助鈴安全逃走（雖然最終森崎並不知道鈴的本名）。經過此事後，重拾信心，不再注重在魔法师之间的競爭，而是把自己的能力貢獻他人，保护弱者。
對鈴・理查生有好感。
家族為「百家」分流之一的森崎家，有著著名技術「高速發動」（クイックドロウ）。
森崎家本業是現代魔法的研究，但是作為副業開始的派遣護衛的警備公司反而在社會上有較高的認知度。
明智英美（Akechi Eimi，聲：西明日香）
班級：1年B班（一科生），2年B班（一科生），女學生。
於2095年度進入国立魔法大学附属第一高中就讀，是日英混血兒。
全名為艾莉雅・英美・明智・格爾迪（アメリア＝英美＝明智＝ゴールディ）。愛稱艾咪（エイミィ）。
出身英格蘭現代魔法名門--格爾迪家（ゴールディ），也是本家繼承人之一。其外婆的地位僅次於家主，故英美雖然生活在日本，但是仍然保留家族繼承權。而父亲則是第一世代的魔法师（即並非出身魔法师家族，祖先皆为普通人，也無經過基因調整的突变型魔法師）。
隸屬於狩獵部。
擅長移動系魔法，在外婆教導下，能夠使用本家的王牌術式「魔彈Tathlum」（魔弾タスラム）。在2095年九校戰中作为一年级女生选手出战，以达也调节的CAD出战拿下新人賽女子精速射擊第2名及冰柱攻防第3名。2年級時參加2096年九校戰女子操舵射擊雙人賽拿下冠軍。
情人节时作为一年级女生选手的代表将大家的义理巧克力送给达也。
與昴和紅葉感情很好。三人去十三束家所經營的主題公園，因家族騷動而差點被綁架時，得到在自家打工的鋼幫助而使得綁架失敗。自暑假受到十三束帮助后对他产生好感，在十三束转读魔工科后仍经常前去他的班级。
不喜歡使用安眠導入器，認為有種不舒服的感覺及會放出詭異的聲波。
里美昴（Satomi subaru，聲：齊藤佑圭）
班級：1年D班（一科生），2年D班（一科生），女學生。
於2095年度進入国立魔法大学附属第一高中就讀。
在2095年九校戰中作为一年级女生选手出战，以達也调节的CAD出战新人賽「幻境摘星」拿下第2名。2年級時也參加2096年九校戰幻境摘星得到第2名、越野障礙賽跑第8名。
外表就像美少年，第一人稱為「僕」。
與英美和紅葉感情很好。
十三束鋼（Tomitsuka Hagane，聲：山下大輝）
班級：1年B班（一科生），2年E班（魔工科學生），男学生，綽號「射程距離零」（Range Zero）。
於2095年度進入国立魔法大学附属第一高中就讀。父亲是十三束家的當家，母親於2096年接任魔法協會會長，有在線上召集十師族當家開臨時會議的特权。
魔法科第一高中的段考中，實技和理論都排行學年第五，綜合成績排名第四的優等生。
因為天生的特異體質，無法將想子釋放到中遠距離，更無法使用中遠距離魔法；同時又因為在近距離之下的高超實力，而獲得了「Range Zero」這個同時有褒貶兩義的稱號。
社團聯盟執行部成員。
2年級時與桐原搭檔參加2096年九校戰男子堅盾對壘雙人賽拿下冠軍。
家族为「百家」主流之一。因先後帮助了英美和千秋，被她们單方面地注意着，但本人似乎仍未察觉。
擁有極強的實力，與七寶琢磨的對戰中不使用全力就獲勝，而在與達也對戰中使出全力，雖然最終還是落敗，但在模擬戰中與達也打出一場高水準對戰。
與達也一樣能使用術式解體，因想子無法使用到遠距離故只能用在自身近戰。
五十嵐鷹輔（Igarashi Yousuke）
班級：1年?班（一科生），2年B班（一科生），男学生。
職務：社團聯盟總長（2年級九校戰後）。
於2095年度進入国立魔法大学附属第一高中就讀。
家族為「百家」主流之一。
實力上沒有問題但其擅長魔法不適合用於競賽項目。
個性上有些懦弱，但卻在關鍵時刻會有一步也不退讓的傾向，並可能因魯莽行事而導致自取滅亡。被眾人評價為適合當參謀或副將而不適合當領導人。
五十嵐亞實的弟弟。
櫻小路紅葉（Sakurakouji Akaha）
班級：1年B班（一科生），2年D班（一科生），女学生。
於2095年度進入国立魔法大学附属第一高中就讀。
與英美和昴感情很好。
瀧川和實（Takigawa kazumi，聲：諏訪彩花）
班級：1年C班（一科生），2年?班（一科生），女学生。
於2095年度進入国立魔法大学附属第一高中就讀。
隸屬於操射部。
在2095年九校戰中作为一年级女生选手出战，以達也调节的CAD出战拿下新人賽女子精速射擊第三名的奖牌。
平河千秋（Hirakawa chiaki，聲：田邊留依）
班級：1年G班（二科生），2年E班（魔工科學生），女学生。
於2095年度進入国立魔法大学附属第一高中就讀。
她的姐姐是3年C组的平河小春，在九校戰中負责被调节因电子金蠶而受伤的选手的CAD。认为达也有能力阻止这事件，但却对她姐姐见死不救，是令她姐姐失去自信不能参加论文比赛的元凶。于是对达也产生恨意，接受周公瑾的唆摆，利用她来充当烟幕，协助盗取一高的论文成果。但计策失败，为了保密而差点被呂刚虎所杀，但被周公瑾阻止。之后被周公瑾下达暗示，忘掉与计划有关的一切。论文比赛会场受袭后，在撤退往防空洞时被十三束所救，自此对他产生好感。
在魔法工學上擁有很高的天分，是魔法工學筆試中一年級的第二名，僅次於達也（由於達也拿下滿分，千秋拿下如果沒有達也在本可算是第一高分的九十二分）。在鈴音不希望其因仇恨而埋沒自身才能下，雖然鈴音心中知道千秋是不可能贏過達也的，但建議千秋往正向思考。在魔法工學方面，以達也擅長理論與軟體而千秋擅長硬體，鼓勵其在魔法工學方面讓達也刮目相看。
2096年九校戰中擔當技術人員。
相津郁夫
班級：3年級，男学生。
2097年度剣術部部長。
斎藤弥生
班級：3年級，女学生。
3年生の女子生徒。2097年度剣術部副部長兼女子部部長。

### 達也、深雪早一年的前輩
中条梓（Nakajyou Azusa，聲：小笠原早紀）
班級：2年A班（一科生），3年A班（一科生），女學生。（入學成績第一名編入A班）
職務：學生會書記（2年級）、學生會會長（2年級暑假後、3年級）。畢業典禮前辭職交棒給深雪。
於2094年度進入国立魔法大学附属第一高中就讀（首席入學）。
2097年度畢業，升讀魔法大學。
身高150cm，体重41kg
2年級的女学生（一科生），学生会書記，目標是成為魔工技師，因而對於托拉斯‧西爾弗非常崇拜，對於他的真實身份非常好奇。在九校戰中擔任技術人員，所以在九校戰中看見達也所展現的一連串超出規格的技師能力後，認定達也就是托拉斯‧西爾弗。（事實上，梓猜得沒錯，只是她沒想到｢托拉斯‧西爾弗｣是兩個人，而是以為是一個人，而達也正是那個「西爾弗」。不過這是國家機密，只有四葉家、第四研第三課和少數人、獨立魔裝大隊軍士官、國防部少數人知道。）
拥有名为「梓弓」的范围性精神干涉魔法。
首席入學，九校戰之後的新學期被推舉為新任學生會長（原本不想參選，但後來達也威逼利誘說不想以往民主選舉的傷人事件重演，並答應幫梓入手托拉斯・西爾弗新發行的飛行魔法特化型CAD的展示品後決定參選）。邀請達也加入新學生會，主因是自己沒自信能管好深雪，也怕留不住深雪。但由於新任風紀委員長花音強烈反對（怕達也不當風紀委員後，自己會管不住其他風紀委員），在表達強烈意願後雙方協議讓達也再當風紀委員半年，之後才轉入學生會。
每年成績都是穩居全級頭五名之中，魔法理論成績二年級第二名，而實技也是第二名，因此綜合成績也是第二名。
2096年與五十里和三七上擔當論文比賽代表。
服部刑部少丞範藏（Hattori Gyoubushyoujyou Hanzou，聲：木村良平）
班級：2年B班（一科生），3年?班（一科生），男學生。
職務：學生會副會長（2年級）、社團聯盟總長（2年級暑假後、3年級）。畢業典禮前辭職並交棒給五十嵐鷹輔。
於2094年度進入国立魔法大学附属第一高中就讀。
2097年度畢業，升讀魔法大學。
身高175cm，体重67kg
学校的学籍名登记为「服部刑部」，非常介意被叫全名。
和桐原的關係非常好。
入学以来不曾在模拟战中战败一次，被认为是仅次于真由美、摩利、克人的强者。本來歧视二科生，在非公开的模拟战中被达也秒杀，之後認同了達也的能力，九校戰時支持達也成為技師。
其魔法能力的價值並不像三巨頭那樣在某個領域特別突出，而是能將數種原本不是特別強力的魔法同時使用加以結合產生新效果，比起一對一的戰鬥更擅長在團體戰中發揮，不過即使如此在一對一的戰鬥中依舊有著學院頂級的實力。其得意技－組合魔法是經由廿樂教導下而使其才能開花結果。
2095年九校戰中拿下男子衝浪競速第2名以及與十文字、辰巳搭檔拿下秘碑解碼冠軍。2096年九校戰中則是與幹比古、三七上搭檔拿下秘碑解碼冠軍。
每年成績都是穩居全年級前五名之中，魔法理論成績二年級第三名，而實技為第一名，因此綜合成績也是第一名。
在學生會中基本上在铃音面前是抬不起頭的，也经常被七草真由美会长戲弄。
2095年九校戰之後的新學期自願擔任社團聯盟總長。
澤木碧（Sawaki Midori，聲：四宮豪）
班級：2年D班（一科生），3年?班（一科生），男学生。
職務：风纪委员。
於2094年度進入国立魔法大学附属第一高中就讀。
2097年度畢業，升讀魔法大學。
握力有100公斤以上。
因為覺得女性化而不喜歡他人直呼名字。
在第一高中是有名的武鬥派，是社團魔法武術部的部長。
3年級時參加2096年九校戰堅盾對壘男子單人賽拿下冠軍。
五十里啓（Isori Kei，聲：齊藤壯马）
班級：2年?班（一科生），3年?班（一科生），男学生。
職務：學生會會計（2年級暑假後、3年級）畢業典禮前辭職，交接給光井穗香。
於2094年度進入国立魔法大学附属第一高中就讀。
2097年度畢業，升讀魔法大學。
家族为「百家」主流之一，五十里家擅長刻印魔法，家族跟廿樂家一樣有出過許多研究學者。
擁有中性的溫柔容貌，加上體格比較瘦，要是把長褲換成裙子，看起來就像是「高挑的女學生」。
為千代田花音的未婚夫。
2095年、2096年九校戰中擔當技術人員。
魔法理論成績二年級第一，實技成績也名列前茅的實力派。
小說第七卷中在登上直昇機離開時為保護花音而受重傷，其後獲達也使用「重組」來恢復傷害。
擅長延遲發動術式及條件發動術式的設置型魔法和釋放系統魔法。
2095年與市原、達也擔當論文比賽代表，2096年與中條、三七上擔當論文比賽代表。
千代田花音（Chiyoda Kanon，聲：大西沙织）
班級：2年?班（一科生），3年?班（一科生），女學生。
職務：風紀委員會委員長（2年級暑假後、3年級）。畢業典禮前辭職，經選舉後由幹比古接任委員長。
於2094年度進入国立魔法大学附属第一高中就讀。
2097年度畢業，升讀魔法大學。
跟摩利關係很好，在她的支持下當上風紀委員長，所以和艾莉卡的關係不太好。
強烈反對達也轉入新學生會，之後與新任學生會長梓約定要再留達也當風紀委員半年，半年後才轉入學生會。
家族为「百家」主流之一，精通振動系統的遠距固體振動魔法，尤其擅長振動地面的魔法，故家族有「地雷源」之別名。
為五十里啓的未婚妻，經常黏著五十里。
田徑部的短跑運動員。
2年級時拿下2095年九校戰女子冰柱攻防冠軍，3年級時與雫搭檔2096年九校戰冰柱攻防女子雙人賽得到冠軍，越野障礙賽跑第2名。
座右銘是「與其思前想後不如先行動」。
不時沉浸在扔了不該扔的東西後又不得不去找回來的失敗懊悔之中。
從和達也的對話中得知，有看官能小說的嗜好。
壬生紗耶香（Mibu Sayaka，聲：戶松遥）
班級：2年E班（二科生），3年?班（二科生），女学生。
於2094年度進入国立魔法大学附属第一高中就讀。
2097年度畢業，升讀防衛大學。
身高162cm，53kg
剑道部成员。
在中學組的全國剑道大会上夺得女子第二名，被称为「美少女剑士」和「剑道小町」。
曾經被司一使用意識干涉型光波振動系魔法，邪眼「Evil Eye」洗腦，而做出間諜活動。
住院期間艾莉卡經常來探望，因此她們兩人的交情變得非常好，現被艾莉卡稱為「紗耶」，紗耶香就稱艾莉卡為「小莉」。
原本喜歡達也，因為達也擁有自己所嚮往屹立不搖的強悍，但同時對達也感到恐懼，深感明白自己再怎麼拚命也追不上達也，其後認為桐原雖偶有摩擦，依然會願意和自己並肩同行，因此喜歡上了桐原。
小说第二卷后与桐原交往。
現在依然會為自己參與間諜活動的事而後悔。
父親是内閣府情報管理局外國犯罪組織擔當課第三科科長，與風間是舊識。
喜歡甜食。
雖然在學校參加的是劍道部，但她的父親卻是用劍術參與實戰的魔法師，因此從家裡就得到了劍術的技藝和入門指導，其中最擅長的技藝是投劍術。
桐原武明（Kirihara Takeaki，聲：杉田智和）
班級：2年?班（一科生），3年?班（一科生），男学生。
於2094年度進入国立魔法大学附属第一高中就讀。
2097年度畢業，升讀防衛大學。
身高173cm，66kg
剑术部成员。
在中學組的關東剑術大会上夺得男子第一名。
小说第二卷后与紗耶香交往。
和服部的關係非常好，社團聯盟執行部成員。
2095年九校戰時參加男子群球搶分，但在第二輪就對上可望奪冠的第三高中王牌，在五回合中以二勝三負、總分只差八分的戰績飲恨，而這位第三高中王牌和桐原交戰後疲累過度，第三輪以直落三敗北，所以實際上是兩敗俱傷。3年級時與十三束搭檔參加2096年九校戰堅盾對壘男子雙人賽拿下冠軍。
父親曾是海軍登陸部隊的成員。
小說第七卷中在登上直昇機離開時為保護紗耶香而受重傷，其後獲達也使用「重組」來恢復傷害。
現在不時會去劍道部參加練習。
善用振動系‧近戰用魔法「高頻刃」。
縣謙四郎
千倉朝子（Chikura Tomoko）
2年?班，3年?班，女學生。
於2094年度進入国立魔法大学附属第一高中就讀。
2097年度畢業，升讀魔法大學。
2096年九校戰堅盾對壘的女子單人賽選手，拿下冠軍。
擅長方向反轉術式。
三七上凱利（Minakami Kerry）
2年?班，3年?班，男學生。
於2094年度進入国立魔法大学附属第一高中就讀。
2097年度畢業，升讀魔法大學。
具備印度與英裔血統，有著金色頭髮加黑色皮膚的搭配。
對于各種魔法的知識非常豐富，無論使用任何魔法，他看第一次就能正確掌握，並且在第二次之後使用最適當的魔法抵消。
2096年九校戰中與服部、幹比古搭檔在秘碑解碼中奪冠。
2096年與中條、五十里擔當論文比賽代表。
國東久美子
2年?班，3年B班（一科生），女學生。
於2094年度進入国立魔法大学附属第一高中就讀。
2097年度畢業，升讀魔法大學。
隸屬於划艇部。
本身是既無魔法能力也無魔法師血統的父母生下的突發變異型魔法師，也就是所謂的「第一世代」。
2096年九校戰中與英美搭檔女子操舵射擊雙人賽拿下冠軍。

### 達也、深雪早二年的前輩
七草真由美（Saegusa Mayumi，聲：花澤香菜）
身高：155cm
體重：48kg
班級：3年A班（一科生），女学生。
職務：学生会会长（小說第1－5集，第6集卸任）
擅長：遠距離精準射擊
擅長魔法：加速系、知覺系魔法、複合魔法
官方資料：外貌：5、體力：4、智力：5、魔法實技：5、人氣：5、小惡魔度：6（滿分5分）
於2093年度進入国立魔法大學附属第一高中就讀（首席入學），2096年度畢業（小說第11集）後進入國立魔法大學就讀。大學畢業後，本來在家族企業任職，後被父親派遣到達也成立的公司「魔法人聯社」就職。基於對父親派遣的「間諜工作」帶有些不滿和保密協議，並沒有把「全部」工作內容告知父親。此外出於過去「二科生事件」的經歷，十分理解不符合魔法師資格卻擁有魔法資質的人需要合適選擇自由的出路，故而致力於魔工院的工作。
平常是對人態度很好的大小姐，然而只對她認同的人的面前才顯露出她原本的小惡魔性格。
達也等人的學姐。因作為學生會會長的印象太深入民心，即使在卸任後仍有很多人改不了口叫她「會長」。
身高155cm的美少女，有著一頭稍微捲曲而柔順的黑色長髮，加上身材嬌小卻窈窕有致，在深雪入學前是一高的第一美少女。
作為七草家的千金，在待人接物方面可謂面面俱到，對任何人總是一副笑咪咪的面孔在實技上，是七草家最強的魔法師，但其父弘一並沒有期待她繼承家主之位(因為七草家注重群體魔法，不是個人魔法力來斷定繼承人，且家主必須接受黑暗層面上的工作，是真由美所不能接受的)。實際上是名性格有點腹黑的少女，名副其實的愛惡作劇的小惡魔，雖然在一般人面前不會顯露出來，但一旦遇上能交心的對象就會卸下面具。在校內屬於不認同對二科生的差別待遇的少數派，並以實際行動來打破建校以來的惡習。在任期將滿時發起全校表決，成功廢除二科生不能當學生會幹部的規定。對達也抱有好感，畢業前在情人節親手給達也做了本命大小但味道極苦的巧克力（並非｢義理巧克力｣，而是｢本命巧克力｣）。【事實是因為認為受到達也的捉弄，在情人節那天送給達也大量的苦巧克力和咖啡豆粉的混合手工本命大小巧克力給達也，並強迫達也當場吃下去（並沒有特別強調是本命巧克力）。】
2095年九校戰中在女子精速射擊及群球搶分得到冠軍。
向達也介紹自己的保鑣名倉三郎時，發現達也的眼中閃過了動搖，之後推斷出達也察覺了名倉的意義，並且認為達也可能也是和十師族有關；後來以為自己推斷錯，並認定達也出身自失數家系（但事實上沒有猜錯，達也和深雪確實出身自十師族中的四葉家，只是達也並不被承認）。
在上高中之前，就經常有其他家族來提親。當中，其父比较屬意女兒嫁给五輪洋史或十文字克人，成为十師族未来當家夫人之一。不過為了和四葉家抗衡，弘一將最合適的對象鎖定是達也。
和藤林響子是朋友關係，愛稱響子姐。與其他十師族出身的同輩也十分熟悉。
對達也抱著超越學姐對學弟的愛護之情，雖然自己不承認，但是已達到好感以上甚至是戀慕的感情。
父親七草弘一從四葉真夜提交給日本魔法師協會的資訊中，得知達也與深雪真的是「十師族」中四葉家的成員時頗為驚詫，更得知達也與深雪之間的「婚約」時受到動搖。自己被父親問到是否喜歡達也時紅著臉回答他只是一個優秀的後輩，因此被發覺的確愛上了達也，於是父親向真夜提親但被後者否決。不過真夜卻也沒有把話說死，只是怕達也會聯合七草家來對付自己，所以事實上真夜也沒有反對達也與真由美交往甚至共組家庭。
十文字克人（Jyuumonji katsuto，聲：諏訪部順一）
班級：3年?班（一科生），男學生。
職務：社團聯盟總長（小說第1－5集，第6集卸任）
身高：185cm
體重：90kg
於2093年度進入国立魔法大学附属第一高中就讀，2096年度畢業（小說第11集）後進入魔法大學就讀。
2095年九校戰中在男子冰柱攻防及秘碑解碼中拿下冠軍。
人品高尚，不在意一科生與二科生的差別，不論是技師方面還是實戰方面都認同達也的能力，當達也主張要主動討伐恐怖份子時，以十師族義務為理由和達也共同行動，但是卻將指揮權全權交給達也，連同自己也接受達也的調度。雖然在九校戰時強硬的要求達也從技師轉成替補人員，但對於達也的要求只有強迫性的參賽，其餘所有的問題包括隊友的選擇、人員配置及戰略等全部都交由達也自己決定，不但對於選擇達也成為替補的這件事會負起全責，也給予達也全方面的協助。對於達也是否為十師族的成員保有一定的懷疑，曾建議達也娶真由美或「七草雙子」之一。
現十師族「十文字家」的當家，擁有十文字家族特有的「鐵壁」名號，正如名號一樣，擅長領域防禦魔法，然而絕非一般人所想的是只懂得防禦的魔法家系，將防禦壁直接壓制在目標上將其震飛擊潰才是其真正價值所在，即使是武裝車輛甚至是戰車等重型兵器裝備，在十文字面前也是無力的。達也認為克人是他各方面的「天敵」。
於2097年所召開的十師族會議中，正式從父親十文字和樹接任當家位置，成為十文字家家主。在大學畢業後，也接管家族企業。
師族會議遭襲後，擔當以他為指揮者而主力部隊為七草家所組成追捕黑顧的負責人，提議讓達也跟將輝加入成為協力者，並讓真由美擔任聯絡人。在作戰情報分享會議中，示意達也送真由美回家。與摩利一樣，希望達也與真由美這對「璧人」能夠結合，故極力撮合達也與真由美（真夜對此不置可否，反而是穗香與深雪有意見）。但其实他本人也是真由美的候补婚約者之一，不过由於知曉真由美的「小惡魔性格」，所以對此安排並不樂見。
是家中的長子，在其後尚有兩個讀國中的弟弟、一個讀小學的妹妹，和有俄羅斯血統的妹妹艾莉莎。由於父親有二度結婚和婚外情的關係，所以弟妹並不是全部為同母所出。本身並不介意血緣的問題，對弟妹們一視同仁。
認為達也應該參加宇宙資源開發計畫來做出貢獻，在說服不成後跟達也對戰。對戰中因使出家族秘技而一度占上風，但最後敗在達也的「重子槍」下斷去一條手臂，承認敗北後達也恢復其手臂，並說明此計畫暗中有不良企圖，其後表示羨慕達也有一群好友外並表明敗者無法干涉勝者的決定後離去。
渡边摩利（Watanabe Mari，聲：井上麻里奈）
班級：3年?班（一科生），女学生。
職務：风纪委员会委员长（小說第1－5集，第6集請辭）
身高：168cm
體重：54kg
於2093年度進入国立魔法大学附属第一高中就讀，2096年度畢業（小說第11集）後進入防衛大學就讀，大學畢業後，加入國防陸軍獨立魔裝聯隊。
家族为「百家」分流之一，同時是百家主流・千葉家的門生，擅長對人戰鬥的魔法師。戰鬥風格變化多端，手段變化要遠比別人豐富，特別是利用對方外露的感覺器官，以及聽覺、嗅覺器官奪取敵人戰鬥力的魔法更是她的拿手好戲。在融入了千葉家的近戰技術後意外的習得家族失傳的秘劍「童子斬」，但由於家族地位在源氏一族中地位並不高，因此並未對外公開。
2095年九校戰中在衝浪競速中受傷而棄權，本來參加的幻境摘星由深雪出賽。
不擅長調校CAD，也不擅長整理東西。
男友為千葉家次子修次，也因此跟艾莉卡處於不好關係。
看穿真由美對達也暗藏的感情，希望她能好好正視自己的情感，拋開十師族的立場而能談場屬於自己的戀情。因此曾向達也表達真由美對他的好感，希望他能跟真由美交往，但達也表示不可能。
對於魔法的察覺甚至比鈴音還要高。在九校戰篇時，恐怖分子造成自殺汽車炸彈的騷動危機被達也處理掉，發覺達也的魔法與一般人不同。之後和真由美在觀看達也等人的比賽時立即發現達也的魔法能力，經真由美告知之後，因此知道阻止汽車炸彈的人其實是達也，但是沒有說出口（小說中有說出來）。
雖說是選擇就讀防衛大學，但仍不時的去魔法大學找同期從一高畢業的同學和朋友（如鈴音、克人等），最常找的是真由美。因老家距離學校有段不短的距離，所以在學校附近租房子住。
自防衛大學畢業後，被分發到獨立魔裝聯隊。
市原铃音（Ichihara suzune，聲：中原麻衣）
班級：3年?班（一科生），女学生。
職務：学生会会计（小說第1－5集，第6集卸任）
身高：165cm
體重：54kg
於2093年度進入国立魔法大学附属第一高中就讀，2096年度畢業（小說第11集）後進入魔法大學就讀。
一高三年級魔法理論成績第一的地位。
在不使用CAD發動魔法的速度跟魔法精度，皆在十文字克人與七草真由美之上。
2095年九校戰中擔任總參謀。
之所以知道達也想打造「重力控制型熱核融合反應爐」是因為曾在達也在和壬生探討二科生整體待遇的問題時進行過監視和偷聽（本人稱當時是在關心達也先進行監視和偷聽）。希望魔法師能經由在經濟層面成為不可缺重要因素，而來打破只能成為兵器的宿命的理念與達也不謀而合。
2095年論文競賽中與達也、五十里組成小隊以重力控制型熱核融合反應爐為主題參加比賽。
是「失數家系」的「一花」，能使用控制人體的魔法。本人雖然不在意家族地位，但是也在入讀一高前對魔法社会沒有歸屬感。直至認識真由美，被其責任心所感染，而漸漸有所改变。為了增加母校所缺乏的魔工技師學生，故鼓励擅長製作硬件的平河千秋與達也競爭。
常常面无表情、沉着冷静的女学生，有時也會配合真由美的惡作劇。
喜歡使用帶有古風聲音的古典機械鍵盤。
辰巳钢太郎（Tatsumi Koutarou，聲：濱田賢二）
3年C班（一科生），男学生。
於2093年度進入国立魔法大学附属第一高中就讀，2096年度畢業。
職務：风纪委员（小說第1－5集，第6集請辭）。
称呼摩利为「大姐」（日语：姐さん）。
2095年九校戰中與十文字、服部搭檔拿下秘碑解碼冠軍。
司甲→鴨野甲（Tsukasa Kione，聲：加藤將之）
3年級的男学生（二科生）。剑道部主将。旧名：鴨野甲（Kamono Kinoe）。
於2093年度進入国立魔法大学附属第一高中就讀。劍道部成員，引誘校內二科生了Egalite的活動。
有灵子视觉过敏症，但實際上在資質上十分適合修行古式魔法，只是因父母離異而和父系家族生疏，未有發揮空間。
曾被義兄司一長期使用精神操控，因此曾參與了Egalite的活動，對自己患有灵子视觉过敏症而影響施展現代魔法，且能力只評為二科生一事不滿。
事件後母親再度離婚，甲因而改回鴨野之姓，並回到本家的高鴨神社接受照顧，而本人希望在神社進行修行與贖罪。
小早川景子（Kobayakawa Keiko，聲：浅倉杏美）
3年級的女学生（一科生）。
於2093年度進入国立魔法大学附属第一高中就讀，2096年度畢業（小說第11集）。
2095年九校戰中拿下女子衝浪競速第三名，但在參加幻境摘星項目時，因電子金蠶使CAD失效從高空墜落，因而產生對魔法失去信心進而無法使用魔法的心理創傷，本來決定在畢業前半年退學的，在達也用「就算不能使用魔法，還有運用魔法相關的知識和感受性這條路」的鼓勵下，雖然歸於平凡但也要繼續努力走下去。
平河小春（Hirakawa Koharu）
班級：3年C班（一科生），女学生。
於2093年度進入国立魔法大学附属第一高中就讀，2096年度畢業（小說第11集）。
九校戰中負責調節因電子金蠶而受傷的小早川景子的CAD，因為沒發現問題而導致在九校戰後就失去自信，更打算因此退學。雖然總算是由廿樂打消了她退學的念頭，但因如此的狀況，無法參加論文比賽，而由達也接替參加。在得知自己妹妹因自己的事而憎恨達也並做出間諜的事後，提供有關情報給達也並道歉。
和泉理佳（Izumi Rika，聲：飯田友子）
3年級的女学生（一科生）。
於2093年度進入国立魔法大学附属第一高中就讀，2096年度畢業（小說第11集）。
2095年九校戰中擔當技術人員。
關本勳（聲：大山鎬則）
3年級的男學生（一科生）。
職務 : 風紀委員。
於2093年進入国立魔法大学附属第一高中就讀。
3年級魔法理論第二名（僅次於市原），重視基本理論研究，非常在意市原，跟市原在魔法理論上看法不同而有競爭意識。
在魔法研究方面屬於開放資源主義者，認為所有魔法都該共有共享才能推動進步。
2095年論文比賽前被大亞方面洗腦控制，利用其來盜取相關情報，被達也識破行動，遭逮捕後在特殊鑒別所接受調查跟治療。
五十嵐亞實（Igarashi Tsugumi）
『魔法科高中的優等生』第10話登場（本篇未登場）。
於2092年度進入國立魔法大學附屬第一高中就讀，2095年度畢業。
家族為「百家」主流之一。

### 達也、深雪晚一年的後輩
櫻井水波（Sakurai Minami，聲：安野希世乃）
班級：1年C班（一科生），2年C班（一科生），女學生。
職務：學生會書記（九校戰後）
於2096年度進入国立魔法大学附属第一高中。
調整体魔法師「櫻」系列的第二世代體，遺傳因子上算是櫻井穂波的姪女，外表則跟櫻井穂波幾乎一模一樣。父母已經離世。
表面上是達也跟深雪的表妹，實際上是被養育做為深雪的守護者。在人前稱呼兩人為「哥哥、姐姐」，在私底下稱呼為「大人」。
在四葉家平時的工作是女僕，在成為了深雪的守護者而入住達也他們的家時，由於平時家務都是由深雪一手包辦，使得自己的工作沒有了，於是就會在深雪大意時就先下手為強搶了工作來做，最後深雪和水波達成了協議，由深雪進行照顧達也的工作，而水波則是負責打掃和洗衣服及用餐和茶飲的收拾，而且當達也在家的時候，餐飲由深雪准備，達也不在家時由水波準備，最後達也的衣著打扮由深雪幫助，而深雪的衣著打扮則由水波幫助。言下之意，所有關於達也的工作一律由深雪包辦，不准水波經手。
四葉真夜對她評價「潜在的能力幾乎能與七草家的双子（七草泉美、七草香澄）相匹敵」。
2096年九校戰中參加新人賽女子雙人堅盾對壘得到冠軍。
2097年在保護司波兄妹時，魔法使用過度而受到重創。雖然在達也搶救下保住性命，但也無法再次使用魔法。經過與光宣有關的波折後，一度決定放棄成為魔法師，從一高退學。雖然深雪解除其守護者的職務，但仍讓她以女僕身份留在身邊，被司波兄妹視為親人般對待(除了已過世的穗波和黑羽姊弟之外，四葉家的親人亦沒有如此待遇)。
在結局中，水波回應了光宣的心意，接受吸收寄生物的提議，以光宣的精神和魔法束縛着寄生物，維持兩人的自我意識，並接受達也和深雪的封印。3年後(2100年)，被解除封印的他們參與真正的宇宙資源開發的計畫，建立屬於魔法師的宇宙基地。兩人打算在達也和深雪結婚後，正式結婚。
七草香澄（Saegusa Kasumi，聲：喜多村英梨）
班級：1年C班（一科生），2年C班（一科生），女學生。
職務：风纪委员（1年級）
於2096年度進入国立魔法大学附属第一高中就讀。
於2098年度畢業。入讀魔法大學。
七草家的次女、七草真由美的妹妹，七草泉美的雙胞胎姊姊。
入學成績為全年三席，雖然學生會也有進行招攬，但因個人理由而沒有加入。
後來因為與小野遙老師的接觸，進而成為職員室推薦的風紀委員。
少數對達也抱持敵意卻不被深雪厭惡的人（因為香澄可以阻擋達也跟真由美親近）。
2096年九校戰中參加新人賽女子操舵射擊拿下冠軍。
七草泉美（Saegusa Izumi，聲：悠木碧）
班級：1年B班（一科生），女學生。
職務：學生會書記（1年級），2年A班（一科生），學生會副會長（九校戰後）→學生會會長（2098年）
於2096年度進入国立魔法大学附属第一高中就讀。
於2098年度畢業。入讀魔法大學。
七草家的三女、七草真由美的妹妹，七草香澄的雙胞胎妹妹。
入學成績為全年次席，因首席的七寶琢磨拒絕進入學生會進而被招攬進學生會。
對深雪有崇拜以上的憧憬。
2096年九校戰中參加新人賽女子冰柱攻防拿下冠軍。
比雙胞胎姐姐香澄更得其父親的寵愛。
七寶琢磨（Shippou Takuma，聲：橘龍丸）
班級：1年A班（一科生），2年A班（一科生），男學生。
職務: 社團聯盟執行部成員
於2096年度進入国立魔法大学附属第一高中就讀。
入學成績為全年首席，擔任新生代表，認為學生會在七草掌控之中而拒絕學生會的招攬，選擇進入社團聯盟的執行部隊。
雖然成績優秀，但是對魔法知識層面並不如眾多前輩。對自身實力和優勢（家傳秘技和不用CAD亦不會阻礙自己使用魔法）過份自信，傲慢和不肖七草家成員（認為他們是吸收第三研、第七研，才能成為「七」的家族之首）、二科生和魔工學科生。
家族為師補十八家中「七寶家」的長子，也是獨生子。
對七草家有明顯競爭意識，企圖取代七草家而在進入就讀第一高中後打算培養自己勢力。由於司波兄妹與真由美親近，所以擅自認為兩人為七草派系而對達也、深雪採取敵視態度。
在以一對二與七草香澄、七草泉美模擬對戰中雙方都使用殺傷力過大的魔法而被判違反規定而不分勝負，但在達也的說明判決下，無法完美控制魔法的琢磨其實輸了。由於對七草的競爭心及對自身實力的自信並不服判決，於此十三束提出與其對戰要求，之後再與十三束鋼對戰中輸掉，並在看過十三束鋼與達也的高水準對戰中認知到自己的不足。重新檢視自己後，心態上有大幅的改變，漸漸成為同年級男生的中心而慢慢有所成長。
2096年九校戰中參加秘碑解碼新人戰，輸給第四高中黑羽文彌得到第二名成績。
在得知四葉家推薦七寶家成為十師族後向達也道謝，但達也回應不是自己的功勞，自己也是剛剛得知結果。此後，立场開始傾向支持達也。
師族會議遭襲後，為因應人類主義者反魔法師的浪潮，回頭找小和村真紀請求她的幫助，因此被逼欠下她一个人情。在就讀魔法大学時，成为了首位魔法师藝人。
代表七寶家出席由十文字家召開的新世代會議。
隅守賢人（Sumisu Kento）
班級：1年G班（二科生），2年E班（魔工科學生），男學生，白人少年，身材嬌小，被二三年級的女學生視為吉祥物般的存在。
於2096年度進入国立魔法大学附属第一高中。入學時仍用舊式裝置而迷路，得到達也的幫助。
非常仰慕達也，也以進入魔工科為志向。
魔工學科導師珍妮佛・史密斯的長子，父母為從USNA歸化日本。
2096年九校戰中擔當達也助手的技術人員。

### 達也、深雪晚兩年的後輩
三矢詩奈
十師族三矢家的末女，上有七位兄姐，年紀最小的她跟最接近的三胞胎兄姐也相差八歲。因為沒有被父親期待成為繼承人的關係，疏於防範身邊的危機和惡意，以致她個性十分單純。
第一高校新學年度一年級入學代表，按照慣例加入學生會。因為聽覺過於敏銳的緣故時常帶著耳罩。喜欢出身輔助家族的侍郎，甚至願意為他擅自使用魔法的行為而负责。
屬於第三研的三矢家，擅長將魔法的同時、連續發動達到數量極限。由於家族與國防部的關係密切，所以認識十山司（包括其出身和假姓遠山的事情），一度遭她利用作为引诱達也出手的人質，但因艾莉卡帶領（出身千葉家門生）的SMART警隊成员和侍郎等人介入，結果不了了之。
少數對達也維護深雪權益一事表示支持的人，認為這並非是自私的行為。
在2099年（高三）擔任學生會會長。因為長得較矮小和娃娃臉的關係（但感覺沒有比中條梓小），容易被人當成新生。
矢車侍郎
詩奈的青梅竹馬，出生日僅差了兩天，喜欢詩奈，有著為她獻身的執念，但由於魔法技能上的不足，而無法擔任護衛的職務。接受艾莉卡的特訓，以提升護衛的技能。由於十山司刻意迴避，所以不認識她。

### 達也、深雪畢業後兩年入學的後輩
十文字艾丽莎
远上茉莉花

### 教職員
百山東（Momoyama Azuma）
國立魔法大學附屬第一高中的校長。
確立了魔法師的高等教育課程做出重大貢獻的教育者，但同時也是對內將一科和二科的差別對待置之不理讓兩者的感情對立的人。直至出現司波達也這位實力不獲現有制度公正評核的學生（特別是身為世界公認的魔工技師「西爾弗」居然於入學時只獲「二科生」的評價），以及二科生受外界反魔法熱潮影響產生動亂，才終於正視問題，設立魔工技科給2、3年級有意將來成為魔工技師的學生就讀，並在司波兄妹畢業後，終於撤銷二科生制度，讓全體學生享有公平的教師及實技課資源。（另一個原因是分開製作3套制服給一科生、二科生及魔工技科生造成行政壓力，因此統一除了魔工技科之外的學生制服更為實際。）
在得知達也可能是西爾弗的真实身份後，為明哲保身，以參加計畫便立即發出高中和魔法大学的畢業證書為條件，要求達也立即休学。後來在事情告吹後，以達也對一高、社會的重大貢獻為由，免除他因休學而缺席的課堂和考試。
與九島健、九島烈兄弟為舊識，為九島健因主張魔法師教育而遭到流放的下場心感不公平。無視國防軍施壓，接受繼承九島健血統的莉娜重回一高讀書的申請。
八百坂（Yaosaka）
國立魔法大學附屬第一高中的教務主任。
廿樂計夫（Tsuzura Kazuo，聲：荻野晴朗）
擅長魔法幾何學的教師，主要負責二、三年級的課程。
作為年紀輕輕就取得魔法大學助教授之位的英才，但由於研究態度過於自由而招來了災難，被迫以「作為教育者去積累經驗吧」的名目下放到了第一高中，但本人對於降職卻毫不在意，更擺出了一副「可以無所顧忌搞研究了」的欣喜樣子。基於這樣的性格，不僅對於一科生和二科生的對立完全採取了冷漠態度，而且還希望學生們能夠摒棄一科與二科的界線（不過本人的缺點是不會考慮學生的想法就要學生行動）。
本家是屬於百家主流家系的，被賦予數字的廿樂家。廿樂與五十里一樣，家系中都曾出現過諸多研究者，在複數魔法引起事像改變的相互作用研究方面，是國家級的權威。
服部得意的組合魔法就是在廿樂的指導下而開花結果的。
小野遙（Ono Haruka，聲：丹下櫻）
1年E班的輔導老師。另一身分為警察署公安廳的搜查官，已經取得心理醫師資格。
BS（Born Specialized）魔法師，能夠使用系統外的「隠形魔法」。
和達也一樣在九重八雲門下修行，知道達也的身分，但被達也要求要保密，相對的達也也不能透露遙的真實身分給其他人知道，兩人達成協議。
被班上的部份學生（以男性為主）以小遥稱呼。
只有在非法諜報活動活躍才認識的別名：幻影女郎。
偶而私下會被達也要求幫忙提供情報來賺取額外收入。
讀書的時代是和藤林響子同期，但兩人並不同校（因不具備一般魔法師的資質，故就讀普通學校），面對藤林響子時有些自卑感。與她達成共識，互相保密達也和自己身份的同時，也會提供情報給響子。
因為對於達也多次協助完成任務，因此遙的上級對達也非常感興趣，想知道達也的身分。不過礙於與達也達成互相保密的約定，加上他人有意無意干擾（依小說推測，干擾的來源應該是獨立魔裝大隊和壬生勇三等人）的緣故，所以不能如其上司的意，對此頗為煩惱。
安宿美（Asuka Satomi，聲：柚木涼香）
保健醫生，穩重溫柔的笑容大受男學生歡迎。
醫療系特化型能力者，透過生體放射就能在視覺看到並確定對方身體異常的地方，能單憑觀看就能得出比普通醫院的精密檢查機器還要準確的診斷。
珍妮佛・史密斯（Jennifer Smith）
原魔法大學講師，後來轉任至第一高中上任新設立的魔工學科2年E班的導師。隅守賢人的母親。
在百山的施壓下，說出自己認為達也早已具備在魔工學科方面從高中及大學畢業的資格。
琵庫希（Pixy，聲：東山奈央）
「3H式P94（3H personal Use九四年型）」，是隶属于机器人研究社的Humanoid Home Helper，通称3H的人型家事辅助机械，机研依照型号简称「琵库希」（注：日文发音P94同琵库希）。
所謂的3H，是用语音对话接口提供家庭自动化功能。以小型燃料电池为动力的双脚直立型骨架，不适合做粗活。受到人型的限制，能搭载的感应装置也有限，无法进行过度精密的工作。3H的开发概念，不是让每具机器人具备超越操作者力气或精度的劳动力，而是让人类毫无压力地使用家庭自动化功能的接口。HAR的遥控终端装置能辨识语音，和人类做出相同动作，外表也和人类相同。弥补HAR处理不到的细节而增设的独立家事功能，只不过是附属品。但因为这些附属功能实在颇为优秀，人们容易忘记HAR接口原本的用途。3H的外表通常设定为二十五至三十岁的女性，不过第一高中的这具个体设定为十五至二十岁的外型，以免在校内过于突兀。
在小說第10集中被複製光井穗香思念的吸血鬼依附在身上，使得琵庫希有了情感，並對達也有和穗香一樣的思念。
現在被達也帶去了學生會室當成入侵校內的監視系統的機器人，雖然也會在學生會室擔任雜務。
達也為防止琵庫希被他人搶走而透過第一高中買了琵庫希（其實就是真夜，並派青木去找達也交涉，達也當然不讓其花了大半年製作出來的「心血結晶」就直接被四葉家搶走。最後真夜得知其所有人就是達也後，放棄購買的想法，反而認為達也的所有物就等於是四葉家的所有物，讓達也事後有些不快）。其後小說第12集提及在春假期間達也教授琵庫希有關黑客的技術，而這些由技術都是由「電子魔女」藤林傳授給達也的技術，現在琵庫希習得了自由入侵監視魔法的系統改寫資料的技能，以方便達也等人發生事故時抹消在第一高中不正當使用魔法的記錄。在達也被逼休學期间，與他前往伊豆別墅暫住，並加裝監視系統。
達也後來把她帶回四葉家提供的新居，代替已解除守護者職務的水波作為家務助理工作。

## 第二高校
京阪神地區的魔法科高中，位於兵庫縣西宮市（近畿地區）
九島光宣（Kudou Minoru，聲：戶谷菊之介）
於2096年度進入國立魔法大學附屬第二高中就讀。
以一年級身分代表二高於2096年論文比賽中奪冠，並擔當學生會副會長。
藤林響子對他很疼愛，此外也信任達也的所作所為是有所本的。很喜欢使用托拉斯・西爾弗開發的CAD。
九島真言的么子，魔法才能足以與司波深雪、安吉・希利鄔斯等人相媲美但因屬於調整體魔法師而身體虛弱(達也表示為力量過大而令身体負荷不已造成的影响)，一年中約有四分之一的時間躺在病床上。儘管擁有家族同輩中最強實力，但也因身體問題而不獲考慮為繼承人。
容貌出眾的美少年，可說是男版的深雪（剛好兩人皆为各自的父母刻意製造的調整體魔法师）。
表面上是藤林響子的表弟，實際上是藤林響子同母異父的弟弟（真言和自己親妹妹的遺傳因子調整體，以人工子宮培育而誕生），彼此雙方的交情很好。但與其他年龄相差甚远的兄姊則感情疏远，甚少涉及家族權力鬥爭的問题（不論對外或對內）。不知曉自己的身世，也與養母的關係十分疏離。
擅長干涉電子運動和分布的釋放系魔法，在實戰上能熟練運用融合了古式魔法和現代魔法的術式，尤其九島家的秘式「扮裝行列（Parade）」，其運用的技術比安吉・天狼星來的高，深雪認為其實力足以與七草真由美、一条將輝相匹敵。
由於常常在家休養朋友很少，因此對達也、深雪來訪，強烈的表現出希望能成為好朋友的渴望，並在對達也追捕周公瑾的過程中提供很多幫助。喜欢上曾照顾生病時的他、深雪的守护者--水波。後来，他對此事的貢獻也在師族會議中與達也、將輝等人一同受到十師族各當家的表揚。
然而，周公瑾的亡灵卻在肉體死亡時依附在他身上，雖被他用魔法束缚於體內，成为他的第二意识及知识的一部分，並得到其留在中華街的財產及手下，但他在不知不覺間逐漸受周公瑾影响。光宣在得知水波出事後，為了救助不能再次使用魔法的她，吸收了九島家中的寄生物作測試，期待自己和水波能藉此恢复健康，因而成为非人的存在（但本身的意识還是凌驾在周公瑾和寄生物之上），成为十師族共同決定要追捕的對象。當他在醫院探望水波時，向水波和司波兄妹提出方法及自己已经成為寄生物的事实，被達也一口拒绝，兩人以魔法決鬥後以不處於下風的方式撤退。他為了能在十師族共同監視及設下埋伏的醫院中帶走水波，與來自USNA的寄生物合作，及奪走九島家中的寄生人偶作工具使用，但期间卻誤殺自己的祖父九島烈。
以絕對的實力威脅九島家眾人和他合作。在父親九島真言的幫助下，更拉攏藤林家、九重八雲等古式魔法師的協助，加上周公瑾和USNA寄生物的勢力，讓他成功一度奪走水波和逃離日本。
在成爲寄生物之後跟達也一樣擁有【精靈之眼（Element Eye）】，不過性質與達也的不同，無法回溯過去二十四小時的情報歷程，相對的擁有更好的被動感知能力，能在無意識地發現戰略級魔法的餘波。雖然實力已經壓倒性勝過眾多十師族出身的魔法師，但是使用「悲嘆冥河」的深雪亦成為其天敵的存在。
在結局中，在和達也對決中落敗，但水波回應了他的心意，接受吸收寄生物的提議，以他的精神和魔法束縛着寄生物，維持兩人的自我意識，並接受達也和深雪的封印。3年後（2100年），被解除封印的他們參與真正的宇宙資源開發的計畫，建立屬於魔法師的宇宙基地。兩人打算在達也和深雪結婚後，正式結婚。

## 第三高校
北陸地方的魔法科高中，位于石川县金澤市。
一条将輝（Ichijyou Masaki，聲：松岡禎丞）
生日：2079年7月23日
班級：1年?班（一科生），2年?班（一科生），3年?班（一科生），男學生。
官方資料：外貌：5、體力：5、智力：5、魔法實技：5、武術：5、固有魔法：5（滿分5分）
身高179cm、體重77kg（一年級九校戰數據）
於2095年度進入国立魔法大学附属第三高中就讀。
於2098年度畢業後入讀魔法大學。
十师族「一条家」下一任家主，家中還有2個妹妹。
2095年九校戰中作為一年級男生選手出戰新人賽「冰柱攻防」並得到冠軍，但在秘碑解碼被達也擊敗，獲得第二名成績。2096年九校戰拿下男子「越野障礙賽跑」、「冰柱攻防」冠軍。
在新蘇聯（新蘇維埃聯邦）同步揮軍進攻佐渡戰役中，年僅十三歲就加入防衛線擔任義勇軍，和一条家現任當家一条剛毅共同以「爆裂」埋葬許多敵兵，是擁有實戰經驗的魔法師，而被授予「染血王子」稱號。
在九校戰中對深雪一見鍾情，目前暗戀著司波深雪。起初因不知道達也和深雪的兄妹關係而妒忌他，在兩人的婚約公佈後亦對此感到尷尬。
在達也追捕周公瑾的行動中協助過達也，意外得知他為獨立魔裝大隊的成員，也隱約察觉他和四葉家的關係。
師族會議遭襲後，成為十文字家為主七草家為輔追捕黑顧的協力者，剛毅希望將輝能藉此讓達也看看他的骨氣。
為了在協助追捕黑顧的任務中也不放棄學業，曾暫時轉入第一高中且與深雪同班。
在顧傑被USNA的軍官卡普諾斯解決之後，將輝也結束旁聽，返回三高，但對深雪仍是抱著愛慕，內心希望能夠和深雪一同升讀魔法大學。
代表一条家出席由十文字家召開的新世代會議。達也後来為了擺脱他的戰略級魔法师身份被公開及遭到各國追殺的危机，選擇替將輝開發新的戰略級魔法「海爆（Ocean Blast）」，讓他成為「十四使徒」之一，以轉移各大勢力（包括國防軍）對其的重視及壓逼。
在第一高中畢業晚會上，追問達也對深雪的心意，並表明自己對深雪的愛慕，但遭到達也反駁只是自作多情，對深雪的愛慕亦僅是被外表吸引，不了解深雪的內心想法和性格。兩人互毆一場後，落敗倒地。

吉祥寺真紅郎（Kichijyouji Shinkurou，聲：村瀨步）
班級：1年?班（一科生），2年?班（一科生），3年?班（一科生），男學生。
於2095年度進入国立魔法大学附属第三高中就讀。將輝的搭檔和好友，被他稱為「喬治」，也是其妹茜的傾慕對象，一条當家夫婦也十分重視他，私底下已內定他為茜的未来丈夫。
十三歲時發現只存在於假說上的，「基本代碼」之一的天才魔法師，在研究人員中是無人不知的知名人物，有著「始源喬治」的外號。
雙親也是研究員，但於新蘇聯（新蘇維埃聯邦）同步揮軍進攻佐渡戰役中，和其他研究員一起被捲入戰鬥而死，在無依無靠的情況下只能到惡名遠揚的魔法師遺孤保護設施，其後因為一條家的幫助獲得能夠生活場所，以及用來維持生計的能力，一直記得那天的恩情，直到現在也希望報恩。
能夠透過「始源碼」直接對目標位置局部進行加重程序的「無形子彈」。
2095年九校戰中作為一年級男生選手出戰新人賽「精速射擊」並得到冠軍，但在秘碑解碼被幹比古擊敗。在2096年九校戰男子操舵射擊單人賽拿到第二名。同时，他一直都是三高在九校戰和論文賽的主力技术人员，也是將輝的軍師，受到同輩們很高的期待，但面对達也的實力時，卻得到人生首次的挫敗感，因此視他為競敵。將輝成為戰略級魔法師後，在記者會上基於不願意獨占功勞，故此公開達也是提供術式的共同開發者。
於2098年度畢業後，入讀魔法大學。
前田千鶴
國立魔法大學附屬第三高中的校長。
是比一條剛毅大一年的三高前輩，在學校時是一個把猛者們打敗，在實技成績中列序第一的女傑，就連剛毅也有著鼻子被弄斷過的經驗。
在三十歲之前是所屬國防海軍，最後的軍階是中尉，由於和上司之間出現問題而選擇退役。後來成為教育者，在四十幾歲時成為三高校長。

### 魔法科高中的優等生原創角色
一色愛梨（Isshiki Airi，聲：Lynn）
班級：1年?班（一科生），2年?班（一科生），女學生。
於2095年度進入國立魔法大學附屬第三高中就讀。視同屈的首席一条將輝為「第一研」出身家系的對手，期待能為家族爭取成为十師族的一份子，但態度上遠比七寶琢磨對七草家的競爭心温和。由於將輝的母親美登里出身於一色家旁系，所以兩家具有姻親關係。擁有一頭罕見的金髮，遺傳自外藉血統的母親，為了體弱多病的母親能在家族站穩地位，所以特別注重自己對外表現的形象和成績。
師補十八家「一色家」的大小姐兼繼承人，家族的拿手技能是對神經電流的干涉，外號「閃電愛梨」。一度因誤以為深雪為普通人出身的魔法師而小看她，直至見識到她在九校戰的表现後，才承认她的實力，並對此感到恐惧。爱梨對十七夜栞而言，是把她從執着於名利卻屢次失败的失數家系中「解救」出来的恩人；而她本人則視栞為好友兼競爭對手。
《魔法科高中的優等生》登場（本篇未登場）。
2095年九校戰中作為以一年級女生選手出戰新人賽「群球搶分」，接連打敗一高的選手菜菜美、昴並得到冠軍。此外，也以新人身份出戰本賽「幻境摘星」，但因想子量的差距和對飛行魔法配合跳躍魔法的熟練度不足而輸給深雪。
十七夜栞（聲：種崎敦美）
班級：1年?班（一科生），2年?班（一科生），女學生。
於2095年度進入国立魔法大学附属第三高中就讀。
百家「十七夜」的大小姐兼繼承人，原本是失數家系出身，之後因出色魔法才能被十七夜家賞識及收養成為養女並改姓，更拋棄親生父母，拒绝為他们爭取回归數字家系的魔法师家族行列，藉此證明自己不是失敗者。
《魔法科高中的優等生》登場（本篇未登場）。
擁有超乎常人的魔法演算能力，擅長獨有魔法「演算連鎖」。被一色愛梨發掘出此才能，並帶她到「第一研」訓練，故而在魔法師圈子中逐漸出名起來。除了實技之外，她也擁有工程師的技術，負責準備愛梨在九校戰參賽時的CAD和戰術策略，兩人的關係猶如一條將輝和始源喬治之間般合作無間的搭檔。
2095年九校戰中以一年級女生選手出戰新人賽「精速射擊」，擁有冠軍候補實力。但在8強賽中因特化型和泛用型CAD的差距，加上在途中因把自己原生家庭與北山家的家境比較而心情低落，被雫打敗後，陷入喪失自信的狀態，在接下來的比賽中也輸給實力不如自己的瀧川而只得到第4名(漫畫跟動畫不同人)。
在受到前輩水尾的鼓勵下，重新振作後繼續參加新人賽冰柱攻防，經過一番激戰後仍是輸給英美。
四十九院沓子（聲：木戶衣吹）
班級：1年?班（一科生），2年?班（一科生），女學生。
於2095年度進入国立魔法大学附属第三高中就讀。
百家「四十九院」的大小姐兼繼承人，家族源自使用水系古式魔法的「白川家」。
《魔法科高中的優等生》登場（本篇未登場）。
擁有開朗的性格跟敏銳的直覺力，擅長跟水有關的魔法，能同时使用兩個CAD來操作古式及現代魔法。但本人自稱在古式魔法能自动發動的情况下，才能專心使用現代魔法，可见她還是比较擅长使用家族的古式魔法。
2095年九校戰中以一年級女生選手出戰新人賽「衝浪競速」，於決賽中輸給光井穗香。對此表示心服口服，不論在賽前賽後都關注穗香的表現，對其實力十分欣赏。
水尾佐保（聲：石飛惠里花）
班級：1年?班（一科生），2年?班（一科生），3年?班（一科生），女學生。
於2093年度進入國立魔法大學附屬第三高中就讀。
和穗香同為「元素家系」的後裔。「水」之元素血統的繼承者。
一色愛梨的舊識。
《魔法科高中的優等生》登場（本篇未登場）。
2095年九校戰中出戰女子「衝浪競速」，由於一高、七高選手發生意外棄權後，所以在沒有強勁對手下得到冠軍。但在「幻境摘星」中，因CAD的差距(深雪的CAD具有飛行術式)而輸給深雪。

## 第四高校
東海地區的魔法科高中，位於靜岡縣浜松市。
黑羽亞夜子（Kuroba Ayako，聲：日笠陽子（廣播劇）、內田真禮）
「四葉家」分家・黑羽家當家長女，本家當家真夜和其姊深夜是她的表姨母，但私底下會稱呼真夜為「伯母」，藉此討好對方。
雙胞胎中的姐姐，司波兄妹的遠房表妹，曾在成長期對自己的能力產生迷惘，後在達也的開導幫助下找到自己的專長定位，因而喜歡上達也，故此對深雪有對抗意識，但與達也和深雪交情良好，稱呼對方為「哥哥姐姐」。
身高158cm
本想追隨達也進入一高就讀，但被當家以所有人都在一高有風險為由不准。
於2096年度進入國立魔法大學附屬第四高中就讀。英語能力相當好，能與USNA高層直接面談和交涉而不處於下風。
2096年九校戰中於新人賽幻境摘星奪冠。
2098年九校戰中於幻境摘星中打敗同年的七草泉美，並奪得冠軍，從始成為競爭對手。2099年在四高畢業後，公佈和四葉家的親戚關係，並進入魔法大學就讀，並把髮型剪為短髮。
擅長「極致擴散」（簡稱「極散」）、「疑似瞬間移動」和攻擊魔法「輕羽連鞭」。改變事象的領域廣度凌駕于深雪，她在這方面的天分是四葉家第一。她的「極散」和達也的「分解」在改變事象的方向性類似，故此年幼的達也為了增加同伴，而對亞夜子示範如何使用以「分解」作為基礎的「極散」。因此亞夜子的「極散」等于是達也所傳授的。
在得知達也成為深雪的婚約者後，受到極大的震驚與難過。
經常跟弟弟率領黑羽部隊執行任務，識別代號「夜」，與弟弟2人常被本家命令擔當達也執行任務時的支援跟聯絡；自己也多次擔任四葉當家真夜的使者處理檯面下的交涉事務（實為真夜想以增加亞夜子姊弟露面的機會，削弱黑羽家為四葉家收集情報的實力，避免其與各個分家實力懸殊，繼而威脅本家的權力），會自稱為「四葉家的黑羽亞夜子」。
黑羽文彌（Kuroba Fumiya，聲：内山夕實（廣播劇）、加藤英美里）
「四葉家」分家・黑羽家當家長子兼繼承人，本家當家真夜和其姊深夜是他的表姨母。
身高165cm，雖然有意向達也看齊，但自停止長高後，外表更具中性美。
亞夜子的弟弟，司波兄妹的遠房表弟，相當喜歡和尊敬達也，與達也和深雪交情良好，稱呼對方為「哥哥姐姐」，四葉家次期當家排名第2位的候選人。
跟姐姐一樣想追隨達也進入一高就讀，但被當家以所有人都在一高有風險為由不准。
於2096年度進入國立魔法大學附屬第四高中就讀。
2096年九校戰中於新人賽秘碑解碼奪冠。
2099年在四高畢業後，公佈和四葉家的親戚關係，並進入魔法大學就讀。一直苦於身高問題，但性格開始變得沉穩成熟。
擅長精神干涉魔法「直結痛楚」。固有魔法是直接對人類精神賦予痛楚。這個魔法必須能認知具備痛覺的精神個體才能成立。感應精神外泄的波動是其擅長的領域。
在眾當家候補者與真夜聚會中首先提出支持深雪。
經常跟姐姐率領黑羽部隊執行任務，代號「闇」，出任務時常著女裝隱藏身份，化妝技術一流，但討厭被手下稱呼為「大小姐」。在露面機率大增之后，也不得不偽裝來與達也等人聯絡。中性美的外表配上偽裝，意外長得十分可愛。
在初中時期，曾收編暗殺組織「亞貿社」為家族旗下的組織，其中的成員榛有希（Nut）更成為其直屬的下屬。
鳴瀨晴海
北山雫的表哥，母方的親戚。
亞夜子和文彌的學長，在2096年九校戰擔任技術人員兼參賽選手，為兩人調整CAD和商討戰術。個人期望將來成為魔工技師。

## 十师族
關於十師族、師補十八家和百家介紹請見含數家系。
在國防上，除北海道和小笠原，沖繩方面是國防軍所屬外，各有負責地區。

### 一条家
十師族中強力家系之一，負責北陆、山陰地區。
由於第一研開發主題為：「對人戰鬥時直接干涉生物體」，因此一条家擅長中距離砲擊魔法以及將液體汽化以其膨脹力當攻擊手段的發散系魔法，因此擁有「爆裂」的別稱。
家族以海底資源挖掘公司為事業。
一条剛毅（Ichijyou Gouki）
42歲，一条家現任當家，住在金澤，将輝的父親，劉麗蕾（一條蕾拉）的養父，擁有正直、不玩弄心機的性格。
由於佐渡戰役的關係，曾跟軍中對大亞強硬派有過交情，但後來因理念不同而疏遠。
在四葉家宣布下任當家深雪的婚約者為達也後，以近親血統不宜婚嫁為由，向日本魔法協會提出異議，並要求四葉家能給予將輝公平追求深雪的機會。
雖然七草弘一煽動他反對四葉家的婚約，不過他無視於煽動。但本人有著不惜讓將輝入贅四葉家也可以的立場，表達支持將輝，並鼓励他在深雪面前及對魔法師社会的重要事情上多加表現，以爭取四葉家和深雪的好感。經常對將輝在魔法戰的表現上不及達也而感到不爭氣。曾在一次防衛任务中，因保護身边的隊員而過度使用魔法演算領域，導致無法使用魔法。透過真夜介绍，接受夕歌的治疗後康复。（但一條家並不知道夕歌是四葉分家的繼承人，僅猜测她是與四葉家有關係的人。）
一条美登里（Ichijyou Midori）
将輝的母親，一条剛毅妻子，劉麗蕾（一條蕾拉）的養母。出身於一色家旁系，雖然沒有「神經電流擾亂」的適應性，但是長女莤卻繼承一色家的基因而擁有此技能。
認為雖然能把家務交給HAR，但覺得女兒「連家務都做不好的話，因此嫁不出去實在是太羞人」基於這個原因，讓女兒們輪流日復一日地做著煮飯、洗衣服、掃地等等的事情。
把吉祥寺當成自己的兒子看待，也期望他未来成为自己的女婿。
一条茜（Ichijyou Akane）
将輝的大妹，就讀小學6年級→國中1年級。繼承母親一色家的基因，能使用「神經電流擾亂」。
喜歡吉祥寺真紅郎。其父一條剛毅考虑若將輝入赘四葉家，或加入國防軍，家族將由茜及其未婚夫（內定首選為吉祥寺真紅郎）繼承。
一条瑠璃（Ichijyou Ruri）
将輝的二妹，就讀小學3年級。

### 二木家
十師族中負責阪神、中國地區。
基於第二研開發的「干涉無機物的魔法」，十分擅長吸收係魔法，尤其是氧化還原反應，能有效處理有毒氣體，酸化反應等化學反應。
二木舞衣
二木家現任當家，住在蘆屋，55歲。表面的職業是多個化學工業、食品工業公司的大股東。

### 三矢家
十師族中負責為國防軍的魔法師提供第三研的專業知識和設施，以及和其它『三』的各家合作。身为古式魔法家族之一的矢車家為其名下的侍奉家族之一。家中設有與第三研相当的訓練設施給本家成員優先使用，也供居住在本家的工作人员使用，但大部分人皆選擇使用第三研的設施。家族雖然與國防軍關係密切，但是目前為止沒有任何人進入國防軍就職。家族特性是多重演算技術，能夠同時展開，發動不同的魔法。
三矢元
三矢家現任當家，住在厚木，53歲。表面的職業是國際性的小型兵器經紀。
三矢詩奈為其么女，目前以首席成绩入讀第一高校，並在學生會擔任書記。由於他認為詩奈無須繼承家業，所以對她的態度和家庭教育比较放鬆，因而造成她容易被騙和利用的一面。
能夠使用【快速處理】，同時讓9個魔法式待機，並且最多同時發動九個不同系統的魔法。
三矢元治
三矢家的長男，也是當家的繼承人。
代表三矢家出席由十文字家召開的新世代會議。

### 四葉家
十師族中強力家系之一，與七草並列十師族的雙璧，是十師族中少數在其他地域能进行活动的家族。
在整個魔法師家系和社會中，四叶家被視為異端的家系並且被畏懼著，在大漢事件後被冠上「不可侵犯之禁忌」（Untouchable）之稱呼，但實際上四葉家也在該次事件中失去一半戰力，元氣大傷。
十師族中負責東海、歧阜和長野地區。
四叶一族的族人必然包含两种系统的魔法师。一种是天生精神干涉系异能力的人，另一种是天生具备强力特种魔法演算领域的人。唯有这两个系统并立、混合，才能成为「四叶」。即使是相同血缘的亲人，这两种性质也是随机出现，也因為四葉家族人沒有共通的魔法特徵，所以家族沒有別稱。每代當家不一定從直系血緣者中選出，而是由當代四葉家中最強魔法師繼承。
由於四葉採取秘密主義立場，故一般外界並不了解四葉一族成員。
四葉家是十師族中，最為徹底把魔法師當作兵器來使用的家系。也是唯一從「第四研」出身的魔法師家系，除「四葉」外其它姓氏擁有「四」的魔法師家系都與第四研沒有任何關係。家族原姓「司馬（Shiba）」，在加入「第四研」後才改姓「四葉」，部份家族成員有贊助者東道家（包括東雲家、東山家）的血統。此外，「司波」也是由「司馬」演變而成的。
「四葉（Yotsuba）」家除了為司波深夜所設立的「司波（Shiba）」家外，另有七個分家「椎葉（Shiiba）」、「真柴（Mashiba）」、「新発田（Ibata）」、「黑羽（Kuroba）」、「靜（Shizuka）」、「武倉（Mugura）」、「津久葉（Tsukuba）」。當中，黑羽家擔任情報收集的工作，而津久葉家成員皆擁有天生精神干涉系魔法的天賦，因而得到達也設計的魔法「Gate keeper」啟動式。
眾分家基本上都不反對或支持深雪當家（深雪是4名候補者中最優秀加上身懷象徵四葉的二種特徵），但其中椎葉、黑羽、真柴、新發田、靜最為害怕達也藉當家守護者身份進入四葉權力中樞。由於真夜計畫提早讓深雪成為下任當家，眾分家希望藉由妨礙深雪與達也參加新春家族聚會，來延遲真夜宣布深雪當家（2年後水波守護者能力成熟，達也就能卸下守護者身份，就沒機會進入四葉），最終不果。更因为達也被真夜宣佈為其子和深雪的婚約者後，眾人不得不改变（在表面上）對他的態度。
表面上的產業除了「四葉科技」和部份進入軍職體系的成員（新發田勝成（進入防衛省）、司波達也（獨立魔裝大隊專任技術幹部兼軍方專用戰略級魔法師））外，在不為人知的地方是擔當偵探兼刺客（殺手），並擔任雇用人的護衛（黑羽家），亞貿社就是其中由文彌收編入黑羽家旗下的殺手組織，為地下工作目的尚有開設在四處的數間飯店。另外，對外宣称為軍事設施的「巳燒島」也是四葉家的產業，現正建设新的研究所，代替已老化的前「第四研」設備。
四葉真夜（Yotsuba Maya，聲：齋藤千和）
47歲（2097年），外貌看起來只有30多歲的美女，十师族「四葉家」的現任當家（在2085年成為當家，當時達也六歲）。達也、深雪的姨母。七賢人之一。
最強魔法師之一（“最強魔法師”的稱號可以有複數人擁有），被稱作「極東魔王」、「闇夜女王」。
身高：165cm
體重：58kg
12歲（2062年）時做為類似親使團的成員，與婚約者弘一（當年14歲，現為七草當家，智一、真由美、香澄、泉美等人的父親）等人出席國際魔法協會亞洲支部主辦的少年少女魔法師交流到了台北，但是卻遭到不明人士的暴力誘拐而失蹤，弘一為了保護真夜而受了重傷，失去一隻眼睛。
之後經過四葉家的搜索，得知真夜在大漢某個魔法研究機關，並成功營救，但已經過了三日。在這三日內，遭受各種不人道的人體實驗和性侵犯，其中包括了「魔法师制造实验」。
營救回來之後，真夜幾乎已經精神崩壞，瀕臨精神上的死亡，為了挽救真夜，當時四葉的當家四葉元造要求四葉深夜以精神魔法對真夜施行精神改造，對其記憶進行處理，由於深夜的精神魔法能對精神進行干涉，卻不能讓人「失去記憶」，於是元造要深夜將真夜記憶的「經驗」變換為「知識」（即所有的回憶都變成資料），總算從精神死亡的邊緣救回真夜，卻因為過去的四葉真夜全部都變成了資料而無異於死亡，也因此產生了深夜與真夜之間的隔閡，一直到深夜過世後也未曾和好過。
事件之後，身體受損而喪失了生殖能力，即使是发展到能制作出四肢的再生医疗也不能恢复身體上的缺陷。也因此，以不能生育的理由，四葉家对七草家提出了解除婚约的请求。
深知達也極度厭惡四葉家與自己，只是為了陪伴在深雪身邊才會願意委身於四葉，也明白自己有可能會死在達也手上，甚至四葉家也有可能會毀於達也之手，為了避免與達也為敵已經決定要讓深雪成為下任的四葉當家，為此正在計畫著能讓深雪正大光明登上當家之位的策略。
在四葉繼承篇中，真夜向達也透露是她的願望讓達也的魔法成為現在的樣子。達也的魔法回應了她的祈願，成為可以毀滅世界的東西，因此真夜認為作為魔法師的達也是她的兒子，並在慶春會上對外宣稱達也是她的親生兒子（通過冷凍卵子人工授精，由姐姐司波深夜代產；事實上達也和深雪是親兄妹，這只是為了合理化婚約的謊言），並指定司波達也爲下任四葉當家司波深雪的婚約者。
在人格上有著想報復這世界的傾向，認為自己已經在12歲那時已死去了，而達也的出生就是她對這世界的報復。認為達也如果不能從這世界的惡意中保護深雪，一旦深雪不在了，那麼他的心就會壞掉進而毀滅這世界，那時她就成功的完成對這世界的報復了。而從另一個角度，如果達也能從世界的惡意中将深雪保護下来的话，她的復仇心就會從另一方面得到满足，那就是一直在踐踏人的命運的世界，將屈服于一個人這一事實。
雖然表面師族會議上在達也與深雪之間的「婚約」絲毫不動搖，但事實上真夜算是尊重達也的感受，對於七草弘一的提議予以保留，之所以沒有把話說死，也是在觀察七草真由美是否可以真心的對待達也。
在外甥兼表面上的兒子達也被孤立，且險些就要曝露真實身分的時候，在輿論壓力和親情之間，暫時放下對其姊深夜的仇恨，選擇了親情，利用四葉一族的產業隱藏、保護了達也。此舉動被原本就有意拉攏達也兄妹的七草弘一和一条剛毅稱讚，暫時不與真夜起爭執，保持檯面下的聯繫以繼續保護達也，直到達也被迫出面。
司波深夜（Shiba Miya，聲：井上喜久子）
達也和深雪的母亲，已故。旧名：四叶深夜
為四葉一族裡唯一會禁忌的系統外魔法「精神構造干渉」的魔法師，因此被稱為「忘川的支配者」被人們懼怕著。深雪擅长精神干涉的魔法基因正是遺傳自她。
四葉一族的現任當家四葉真夜的雙胞胎姐姐。
在說話時有欠缺具體性話語的缺點，使人容易誤解她的用意。（包括在冲繩戰爭前的深雪，連她的守护者穗波也是一知半解）此外，由於其魔法會使她容易感受到他人的精神狀態，令她感到痛苦及控制不了魔法（這也是為何達也會在深夜懷孕期間，被家族扭曲精神及魔法能力），所以她長期選擇在清净的郊外地方休养，甚至很早就把交際機會委托給深雪代理。
在真夜的事件之后，像是懲罰自己般不斷過剩的使用精神干涉魔法，在二十岁之前就便因過度使用而重複著入院退院的療養生活長達十年，註定壽命不長，繼而失去繼承資格。因此，家族安排她嫁给司波龍郎，好誕下實力強捍的繼承人。
在沒有感情的婚姻之下，她把感情寄托在子女身上。然而，由於家族（特別是真夜）扭曲的願望，導致達也出生時就不被允許存活，逼使她不得不在餘生用盡各種方法，讓達也獲得生存的機會。
為了保護達也免受家族殺害，任由家族安排超出達也年紀的戰鬥訓練給他，也接受在訓練期间隔離家人接触的安排（故此，深雪在沖繩戰爭發生前，對達也的遭遇毫不知情。兩兄妹亦是從初中時期才一起生活）。透過人工子宮生下完美的調整魔法師——深雪也是為了確保達也在自己離世後，有人阻止他成為滅世魔王。在達也六歲時，對達也進行了「人造魔法師實驗」，以「精神構造干涉」將達也擁有強烈情感的部分（色欲、貪欲等……）白紙化，並將「人工魔法演算領域」植入達也的精神裡，並留下了唯一對妹妹（司波深雪）的情感（但並非愛情，而是類似保護欲的感情）；換言而之，她也犧牲了他们母子之間的感情（因为她明白自己的壽命不會比子女長久，相對而言，留下兄妹之間的感情較為保險）。而人造魔法師實驗，就是為了讓達也不會因感情失控而使得魔法暴走的計劃，並且讓因分解重組佔去絕大部份魔法演算領域的達也能使用其他魔法，只是這方面成效不大。
深夜本身雖然很不願意，但最終為了不讓達也成為世界的破壞者、人類的殺戮者、魔王這種東西，還是對自己兒子出手了，把達也的強烈的情感全部剝奪，是她拚盡全力的結果，其實若是把達也全部的情感給消除掉要來得簡單些。但深夜明知這樣會減少壽命，依舊十分小心地加工著達也的精神。因此達也在出生前，被真夜扭曲了的精神，通過深夜的手給改造成了不會爆發的樣子。
同時，她也裝作絲毫不關心達也，讓他成為深雪的守護者，不准他在家中叫自己為「母亲」及直呼深雪的名字，而是和穗波一樣稱她们為「夫人」和「大小姐」（直至冲繩戰爭結束後，因深雪抗议而放弃堅持稱呼的問題）；並對深雪嚴厲地培育為淑女和獨當一面的繼承者（在冲繩旅行前不准她與達也像普通兄妹般接触，害怕她因此而被四葉家看不起，甚至敵視），希望藉着深雪來保護達也在四葉家的地位。其實心中十分疼爱達也，一度在冒着身份和達也的秘密遭到揭穿的危險下，鼓勵他前往軍事基地參觀，期望兒子能在軍隊中找到出路（畢竟她當時知道達也有成為戰略魔法師的潛質）。
也許是出自對五輪家的嫉恨，更不滿五輪家因擁有十三使徒之一的五輪澪而心高氣傲，在彌留之際聽到獨立魔裝大隊告知達也成為軍方專用的戰略級魔法師而欣慰地含笑過世。與七草家感情不錯，與七草弘一是互動良好的同學。在世時因為常常要幫妹妹真夜收尾，姊妹之間早已有芥蒂，所以在其父四葉元造強迫下，極不情願地替真夜施術救回，也因如此，與真夜之間的仇隙就更大了，直到深夜過世，真夜都未曾前去幫忙其後事（深夜的喪事只有七草弘一和九島家、一条家協助，這也造成達也和深雪對真夜不滿的近因）。
從深雪的回憶（小說版《追憶篇》）中得知，司波一家本來只是到沖繩散心兼讓深夜稍微調理身體，沒有想到因此被捲入沖繩戰爭中。深夜、深雪、穂波等人皆因而受到輕重不一的傷勢，但是在達也使用「重組」之下復原，不過其守護者櫻井穗波因為為保護達也不欲使受到傷害，因此守護障壁使用過度造成體力衰竭，最後被砲彈碎片擊中重傷而過世。深夜雖然被達也所救，但是因此精神波動受創，穗波離世一事加重其打擊，也在不久之後過世。
司波龍郎（Shiba Tatsurou，聲：子安武人）
达也、深雪的父亲，舊姓「司馬」。
用【椎原辰郎】在FLT開發本部就任部長。繼承深夜的股份，成為FLT的最大股東。
年轻时候有着超出常人——作为魔法师来说也是规格外的想子保有量，潜在能力被高度评价的魔法师……但最後沒有顯現魔法能力。司波兄妹超出常人的想子保有量正是遺傳自他的基因。
深夜剛去世半年就和小百合再婚。其對四葉家（包括深夜在內）來說只是一個優良基因的提供者。據深雪所言，龍郎現在擁有地位和財產不過是用自己的基因和婚姻所交换的條件，而這一切也會在他死後交還給自己目前戶籍上唯一的女兒兼四葉家下任當主--深雪。對四葉家而言，這場「交易」並沒有任何損失。龍郎作为本部长還是得聽從本家的指示，也從未有機會踏入本家半步。
與小百合2人住在公司附近，接近頂層的高級公寓，未與達也、深雪同住。但司波兄妹所居住的房子因他们未成年的關係，所以是以他的名义買下並登記為家主。
只想利用達也在魔法工學上的才能來圖利自己，卻又不想讓達也出頭而暗中打壓。對達也跟深雪保持著冷漠的關係，心中對達也擁有破格的才能感到畏懼。在真夜宣佈達也為她的兒子時，沒有任何表態，僅有唯唯诺诺地向政府和一高遞交戶籍更改的證明文件，顯現是自願放弃達也這個兒子。因此，在達也的「西爾弗」身份被揭穿後，被四葉家禁止過問他的事情，並重申達也在明面上的身份僅是他女儿的未婚夫，他作為達也父亲的職責已经結束。也被四葉家反駁說不是討厭達也，還無須在裝成親子般對待他。
司波小百合（Shiba Sayuri，聲：豐口惠）
司波龍郎的後妻，司波兄妹的繼母，舊姓「古葉」。司波兄妹皆稱呼她為「小百合小姐」。雖然龍郎希望子女能稱呼小百合為母亲，但是顯然不果。
在深夜剛去世半年就和龍郎結婚，使深雪心中對小百合存有芥蒂，達也則因改造實驗失去強烈感情，而對此沒有任何意見或負面感情。她也因司波兄妹為拆散自己和龍郎的深夜所生，而厭惡他们。
雖然看起來很年輕，但其實和龍郎同年。
原本是以研究員進入公司，但因沒有特別明顯的成果而調入管理部門，因此希望能利用達也的能力來鞏固自己在公司的地位。
在橫濱篇要求達也退學去研究所工作，但被司波達也以守护者的職責為理由拒絕。曾差点因替軍方保管聖遗物而被大亞聯盟所殺，幸得達也所救，並把聖遺物送到公司第三開發科保管。
對於自己性格急躁和愛逞強的一面，不時感到後悔。
四葉元造（Yotsuba Genzou）

前前任四葉家當家，同時也是司波深夜與四葉真夜的父親，達也與深雪的外公，四葉英作的兄長，擅長精神干涉魔法「死神之刃」。十分疼爱自己的女兒們。
對於大漢對真夜進行人體實驗的事情感到憤怒，而動員了四葉的力量進行復仇行動，最後因過度使用魔法導致精神逆流而死。
由四葉元造發起的復仇行動造成了包含當家在內的四葉家有30人死亡，相當於四葉家總戰力的一半，相對的大漢方面包含了軍人、研究員、政府官員、內閣、魔法師等死者約為4000人，大漢的魔法研究與軍事能力受此打擊而完全崩毀，一年後便被大亞聯合統一，從此知道內情的人便將四葉家稱為「不可侵犯之禁忌」，但四葉家也元氣大傷，間接導致家族生出「能保护家族不再受伤的存在」這種扭曲的想法，繼而讓擁有毀滅世界力量的達也誕生。
四葉英作
前任四葉家當家，同時也是四葉元造的弟弟，司波深夜（四葉深夜）與四葉真夜的叔叔，達也和深雪的叔公，是現任四叶家分家「椎葉家」當家・椎葉英嗣之父，擅長解析他人的魔法演算领域。在四葉元造死後，因繼承人深夜和真夜兩姊妹尚為年幼（當時為初中生），故而接任當家。他也是首位提出研究解决過度使用「魔法演算領域」問题的當家，避免日後家族再發生像其兄四葉元造及其他成員在「大漢事件」中死亡的問題。
否決了一族要殺達也的請求。認為不管是因为怎样的偶然，也是获得了毁灭世界的力量，那對四葉而言是可以成为底牌的力量。四葉家好不容易获得了这种力量，却因为抵受不住自我满足的罪恶感而不惜犯下“屠杀婴孩”之罪是不應該的。據黑羽貢所言，四葉英作安排給達也的一切訓練都是為了保護他。此外，他也是參與計劃「深雪的出生」的一份子。
過世後遺言指定真夜為下任當家（在此之前，本來一族都認為深夜會是下任當家）。事實上，由於深夜身體狀況差的關係，壽命註定不長，所以由魔法實力與她平分秋色的妹妹真夜成為下任當家是必然的結果。
四葉兵馬
四葉元造的伯父，深夜和真夜的伯公。在2062年對大漢報復之戰中戰死。
現任四葉家分家「新發田家」當家・新發田理和「武倉家」當家・武倉藍霞之父。
黑羽重藏（Kuroba Jyuuzou）
四叶家分家「黑羽家」前當家，迎娶四葉元造的妹妹四葉夢女為妻。為黑羽貢的父亲，黑羽姊弟的祖父。生前曾提出殺死達也的請求，但遭前當家四葉英作否決。
黑羽夢女
四葉元造和英作的妹妹，黑羽重藏的妻子，黑羽貢的母親，亞夜子和文彌的祖母。舊姓四葉，為本家的成員。在丈夫死後，搬回四葉村的祖家生活。
椎葉英嗣
四葉家分家「椎葉家」現任當家，前四葉當家四葉英作之子。深夜、真夜的堂兄，達也、深雪等人的堂舅父。
與其父一樣，擅長解析他人的魔法演算领域，所以對於剛出生的達也感到恐懼，因此厭惡達也，但對於深雪的態度就非常好。
在真夜宣布由深雪擔任下代總當家後，害怕達也藉此進入權力中樞（但就小說目前進度，達也對此似乎沒多大的興趣）。所以盡全力阻撓達也回到本家，不過達也和深雪仍是順利回到本家。
武倉藍霞
四葉家分家「武倉家」現任當家，四葉兵馬的女兒，新發田理的妹妹、新發田勝成的姑姑。深夜、真夜的堂姊，達也、深雪等人的堂姨母。
與其兄不同，強烈反對達也成為深雪的婚約者（與堂妹津久葉冬歌一樣），對於達也的態度之好甚至更甚於真夜。
少數對達也不表示厭惡的四葉家成員。
黑羽貢（Kuroba Mitsugu，聲：斧篤）
四叶家分家「黑羽家」當家，重藏和夢女的兒子，文彌和亞夜子的父親，司波深夜、四葉真夜的表弟，司波兄妹的表舅父。妻子是來自四葉家的贊助者的一份子——東雲家的成員。
身高约177cm
黑羽家執行部隊的領導人，擅長諜報及負責在黑暗面中的工作。
曾與葉山的對話中透露，達也曾經面臨在一出生時就要被四葉家殺掉（原因是当时深夜怀孕时，是四叶家从真夜的黑历史事件后首次有新生命诞生，所以四叶一族的人想要有更加强大的超越者出现。他们一直对腹中的孩子祈愿有更强的力量保护他们不受伤害，而真夜的愿望是希望对伤害她的世界报仇，因深夜精神系魔法的副作用太强了所以就生下了拥有"毁滅世界力量"的達也。前當家四葉英作因為能解析他人的魔法演算领域，他说出了孩子有破壞和在24小时内復原的能力，這就是之前黑羽貢他说的四葉家的罪孽，因为他们扭曲的愿望诞生了能毁滅世界的惡魔，所以當初達也差點被殺死，但英作駁回大家的决定），但此事情只有本家與分家的上一代及葉山知道而已。認為達也是四葉黑暗中最為兇惡的兵器，應該於內部封鎖起來。
繼承篇中，雖然站在反對達也進入四葉中樞的立場，但由於自家兒女對達也的感情，保持中立立場未與其他分家一起進行妨礙達也的動作，並與達也在本家單獨面會中，告知達也被反對的真相，希望達也能辭退深雪的守護者身份，最終不果。
東雲吉見
黑羽家人員，21歲，能夠讀取殘留在人體內的想子情報體的接觸型感應者，也就是所謂能夠讀取『死者的記憶』。
習慣戴著圓帽和大大的太陽眼鏡，以及圍著圍巾，並把下半臉藏起來，而不單只是臉，連身體也藏在闊大的羊毛大衣下，讓人無法辦認外表跟體型。
亞夜子、文彌的表姊，是他們母親兄長的女兒。
津久葉夕歌
四叶家分家「津久葉家」當家長女，司波兄妹的遠房表姐，22歲。一高的前學生會副會長（不過其在就學期間隱藏了自己的魔法能力），現在是魔法大學的四年級生，不過副會長的任期只有第二學年第二學期到第三學年第一學期為止。是在出現了重傷員的2091年的學生會長選舉后，受到從副會長升任為會長的同學邀請從而進入了學生會。
身高：160cm
體重：48kg
精通所有精神干涉系的魔法。四葉家次期當家排名第4位的候選人。在眾當家候補者與真夜聚會中支持深雪。
是分家中的次代中少數正常看待達也的親人之一（另外只有文彌和亞夜子是真心看待），因母親對司波兄妹使用「誓約」魔法以束縛達也的能力而對他感到抱歉。目前想要繼續讀研究所，接受家族的資助，研究以精神干涉系魔法來治疗過度使用魔法演算領域的問题，也負責封印寄生物和保护司波兄妹的工作。
因為自己的前任守護者死亡，所以有點羨慕深雪有達也如此的守護者，不容易有死亡的危机。現任守護者櫻崎千穗亦是來自「樱」系列的調整者。
不是不常喝酒，也不是沒有喝酒的習慣，而是某次喝酒之後失態，所以現在幾乎不沾酒，改以紅茶或花茶代替。在二十歲那年因放棄成為四葉當家之後獲得了得來不易的｢自由｣生活。
津久葉冬歌
四叶家分家「津久葉家」當家，津久葉夕歌的母親。
擅長精神干涉系魔法，深雪封印達也的力量就是借助她的「誓約」魔法。
與堂姊武倉藍霞是最反對真夜讓達也和深雪這對兄妹成為婚約者的親人。
其丈夫是入贅的。他的表面職務是一介上班族，真正的職務乃是百家分流津久葉家的一份子。
新發田理
四叶家分家「新發田家」當家，四葉兵馬的兒子，武倉藍華的兄長，新發田勝成的父親。深夜、真夜的堂兄，達也、深雪等人的堂舅。
分家中極力反對達也的人，與其它分家密謀阻礙達也，並要求勝成加入執行。雖然希望勝成能當上四葉當家，但由於深雪是所有候補者中最優秀的，因此認為深雪成為下任當家是沒辦法的事。此外，他也反對兒子與其守護者堤琴鳴的婚事（主要源於調整體魔法師的因子帶來的不穩定因素），但基於真夜的決定下放棄自身的堅持。
新發田勝成
四叶家分家「新發田家」當主之子，年齡23歲。五高的畢業生（不過其在就學期間隱藏了自己的魔法能力）。
身高：188cm
體重：80kg
擅長聚合系魔法「密度操縱」。密度操縱正如其名，可以對無論是氣體、液體、固體的物質進行密集度上的直接操縱的魔法，壓縮氣體製造炸彈，壓縮水製造噴槍，降低固體密度製造龜裂之類，有著很廣泛的應用領域。
在四葉一族中是戰鬥魔法師中的頂級強者，屬於前十名之內，但敗於未盡全力的達也。
在2096年魔法大学毕业后剛剛入職於防衛省事务编制的職員，四葉家次期當家排名第3位的候選人。
在眾當家候補者與真夜聚會中對深雪成為下任當家表示無異議。本身對達也持中立態度，認同他的實力及貢獻，後得知真相，與夕歌、黑羽姊弟等同輩站在維護達也的人權上。
與自己的守護者琴鳴相戀，請求真夜能成全他們。後來在真夜宣布深雪當家的聚會中也宣布他們的婚約。聽從真夜的安排，與琴鳴姊弟搬到四葉家的研究設施中居住。
在24卷得知長輩們極力反對達也的原因後，一改以往中立的立場，認為保留達也自由的權利及爭取他對四葉家的歸屬感，以保住「不可侵犯的一族」的實力，比困禁他、孤立他更為保險。
提琴鳴
新發田勝成的守護者，年齡24歲。調整體「樂師系列」的第二代。同勝成於同一魔法大學畢業，同為五高的畢業生（為了主人而在上高中時少報了一歲）。對聲音有關的魔法有很高的天賦。
身高：165cm
體重：58kg
2097年四葉家的新春會上成為新發田勝成的未婚妻。
提奏太
新發田勝成的守護者，年齡20歲。調整體「樂師系列」的第二代。魔法大學二年級生。比姐姐・琴鳴更加激情熱血。和她一樣在聲音相關的魔法上有很高的天賦。
身高：170cm
體重：62kg
葉山忠教（Hayama，聲：中博史）
四葉家的執事，於本宅擔任執事長，四葉家先代当主（四葉元造）就已開始服侍，是歷任當主的智囊。實際年齢超過70歳。 雖然真夜終身未婚，但是葉山仍稱她為「夫人」。
對於被他人視為「偽物」而輕視的達也有著極高的評價，少數知道達也和深雪身世秘密的人。
也將達也視為值得戒備的魔法師。
花菱但馬
執事中排名第2，主要負責「工作」各方面細部安排。
是四葉從外部延攬的魔法師。雖然魔法力平凡，卻是實戰經驗很豐富的退役軍人。他在四葉家的職責，是在接受魔法相關的台面下委托時，負責調整行程或支給裝備。就某種意義而言，這名管家擔任著四葉的司令塔。
紅林
執事中排名第3，担任魔法师调整设施管理。
青木（Aoki，聲：佐藤晴男）
執事中排名第4，專門负责四叶的资产管理的職務，金库管理超過十年。
看不起身為守護者的達也，認為其不過是一介保鑣而非四葉家的人。
黑田
執事中排名第5。
白川
執事中排名第6，是四葉本家中的女僕長，擔當葉山的輔佐。
木村
執事中排名第7。
小原
執事中排名第8排行末位，在四葉本家中服務，隸屬於青木手下，對達也的態度還算好。
花菱兵庫
花菱但馬的兒子，曾隱藏身份在國外留学及在當地的軍事公司工作，令他在四葉家鮮為人知。
在達也的身份被公開後，被當家真夜派遣到達也身邊的管家，負責聯絡、接送、情報保密和提供裝備等工作。
櫻井穗波（Sakurai Honami，聲：遠藤綾）
擔任司波深夜的女性守護者。
在情感上對達也與深雪來說是有如姐姐般的存在，她也視達也為深夜的兒子般善待，對司波兄妹十分關心。
調整体魔法師「櫻」系列的第一世代體、出生前就被四葉家買下的魔法師。
於2092年8月11日大亞細亞連合的沖繩侵略中，為了在敵方艦艇砲擊下保護達也過度使用魔法而死亡，造成達也一生的遺憾。
在獨立魔裝大隊的幹部見證下，達也親手將穗波的骨灰撒向沖繩海域。自此開始，達也將穗波當成真正的姊姊。
穗波過世後約三年，由另一個基因類似的櫻系列次代「櫻井水波」（實為穗波的外甥女）進入達也和深雪的住宅，擔當深雪的守護者。
櫻崎千穗
津久葉夕歌的現任守護者，調整体魔法師「櫻」系列的第二世代，奈穗的姊姊。
櫻崎奈穗
調整体魔法師「櫻」系列的第二世代，千穗的妹妹。本身具備家務能力。由於魔法特性不太適合護衛（只能製造直徑數公分到十幾公分的小規模護盾），所以被真夜安排成為黑羽家的暗殺者。文彌派她到榛有希家中以幫佣兼暗殺者見習生的身份實習，識別代號為「Shell」。
與達也一樣，擁有「閃憶演算」的能力，以古代名將的辭世詩作為關鍵字，呼叫記憶領域的啟動式，代替CAD來發動魔法。本身亦擅長中距離的狙擊（但普通的射擊能力一般，比不上同齡的守護者），在亞貿社的狙擊手姊川妙子（Anny）指導下，能同時配合魔法使用。
有點嫉妒能力比其出眾的姊姊千穗，曾借用姊姊的名字（不含姓氏），作為暗殺行動時的假名。十分敬重四葉家成員（主家和分家），包括被大部份成員看不起的達也（尚未正式互相見面），亦以敬稱來稱呼。（很大原因是出於黑羽姊弟對他的重視程度，加上敬畏對方的實力，以及嫡系血統）
黑川白羽
黑羽家旗下的魔法師，以特務員的身份輔助文彌。甲賀二十一家的後裔。
榛有希
以暗殺為業的忍者，看起來年幼，但實際上比達也年長2歲。「身體強化」的超能力者，但並非魔法師，對魔法亦沒有太多認知。識別代號為「Nut」。
本身為殺手組織「亞貿社」旗下的成員。因在任務中殺人過程被達也撞見，所以不得不計劃滅口。在多次暗殺達也的行動中失敗，曾誤會對方是九重八雲手下的忍術使或魔法師，期間亦遭到文彌阻礙。在文彌收編亞貿社入黑羽家旗下的企業後，答應成為對方的直屬手下。
在文彌的要求下，於黑川白羽的指導下重新修習忍術，並在略有所成後與奈穗、鱷塚單馬和若宮刃鐵組成團隊。
鱷塚單馬
有希的搭檔兼照顧者，執行任務時，大多全程在後方支援。識別代號是「Croco」。
若宮刃鐵
國防部「鐵」系列的調整體魔法師，也是唯一的存活者，代號「Ripper」。體能和想子量非常高，能使用「術式解體」，是高階魔魔法師的克星。但對於文彌口中的達也所達到的程度心感震撼及畏懼。
在報仇期間，被在文彌指示下的有希所救，後來文彌透過亞貿社召募他成為黑羽家的殺手，並提供復仇對象的團隊成員名單為報酬。
在文彌的要求下，拜九重八雲的弟子卷雲為師，出家修行，提升「術式解體」的應用及進行各種修煉，並在略有所成後與奈穗、鱷塚單馬和有希組成團隊。

### 五輪家
十師族中負責四國地區。
由於第五研負責研究「干涉物質形狀的魔法」，主力研究技術難度比較低的流體控制（戰略級魔法-深淵），但在固體控制上也有成果（推測為與USNA共同開發的戰略級魔法-巴哈姆特）。
五輪勇海
住在宇和島，現任五輪家當家，49歲，表面是海上物流公司中的重要人物，實際上是持有者。
在師族會議中，立場比較傾向於七草家。但在管制戰略級魔法師的立場上，因女兒的關係而支持達也提出的「魔法師人權」。
五輪澪（Itsuwa Mio）
十师族「五輪家」的女兒。
日本明面上的戰略級魔法師，十三使徒之一。
拥有强大的魔法能力，但相对的身體相当虚弱。因此，國防軍僅利用其名声來牽制其他國家的實力，沒有在實質的層面上讓五輪澪參與戰爭。
青少年时期身體狀況还没这么严重，但在二十岁之后，就经常得以动力轮椅代步。她并不是双脚罹病而无法行走，是尽可能避免消耗体力。从大学毕业之后就住在五轮家宅邸，几乎足不出户。
五轮家现在是十师族之一，是因为拥有五輪澪这位战略级魔法师，才能保住这个地位。
相當喜愛真由美，希望真由美和自己的弟弟洋史成親。
五輪洋史（Itsuwa Hirofumi）
十师族「五輪家」長男兼次期當家，五輪澪的弟弟。
真由美的婚约者候补之一，與真由美交情良好但雙方對彼此都沒有男女情感的感覺。因此，雙方父親在十師族會議上宣佈放棄撮合兩人，讓七草弘一有機會向四葉家提出讓真由美和達也交往的請求。
性格是個好青年，但對同樣是次期當家立場並比他小两岁的的十文字克人，抱持竞争心和劣等感。
代表五輪家出席由十文字家召開的新世代會議。

### 六塚家
十師族中負責東北地區。擅長操控熱力，溫度調控的魔法，能夠輕鬆解決無法融化鋼鐵的火焰。
六塚溫子
現任六塚家當家，29歲，住在仙台，表面職業是地熱發電所掘削公司的實際持有者。與克人同屬十師族當家中的新世代(30歲以下)。
由於仰慕四葉真夜，因此立場上傾向於四葉家，更一度在新世代會議上刻意討好身為(名義上)真夜之子的達也。

### 七草家
十師族中強力家系之一，與四葉並列十師族的雙璧，是十師族中少數在其他地域能进行活动的家族。
十師族中和十文字家一起負責包括伊豆的關東地區。
七草家沒有不擅長的魔法系統，因此又有「萬能」的別稱。
原本是從「第三研」出身的魔法師族群名為「三枝」，之後加入「第七研」擔任實驗體因而改名為「七草」。
第七研主要研究反集團戰鬥用的魔法，群體控制魔法為其成果之一，與第十研一樣是負責首都防衛工作的魔法師開發。而第三研則主力開發能應對不同情況的魔法師，致力開發多重演算技術。
在十師族中政治與魔法師社會影響力僅次於四葉家。
在十師族中擁有"最多"的優秀魔法師（意義上跟四葉採取精英主義不同，四葉是擁有"最強"的魔法師）。
由於七草家採取開放外交立場，故家族成員經常出現在各種交際場合。雖然目前的立場經常與四葉家對立，視為對手般存在，但是實際上的實力遠遠不及四葉家，而被對方（特别是其當家真夜）無視。
目前有意直接拉攏司波兄妹以對抗真夜等人（此事與四葉家的分家武倉家、津久葉家暗中秘密合作，連真夜都不知此事）。
七草弘一（Saegusa Kouichi，聲：森川智之）
48歲，住在東京，七草家現任當家，真由美的父親，表面的職業是創業投資。
擅長策略，對四葉的強大採取警戒態度，在知道有人聯合媒體推動人類主義者反魔法師時採取利用的態度，企圖將其引導為打擊四葉家來削弱四葉家。
曾是四葉真夜的婚約者，過去也與四葉家成員（例如:司波深夜，在她的葬礼中有幫忙打點及出席）的關係良好，猶如司波兄妹和真由美三姊妹的關係般要好，直至發生真夜被綁架的事件為止。在解除與真夜的婚約後，娶妻生下兩個兒子後，妻子過世後再娶，生下真由美及七草雙胞胎。其繼室以其他的名義上在某處休養中，尚未登場。
為保護真夜，在被綁架事件中失去右眼。儘管本身能接受再生手术而使右眼復明，但本人出於對保护不到真夜的內疚感而拒绝治疗，因此曾被稱為「眼罩的少年魔法師」。
對於達也的身分十分感興趣，認為他會是非常適合當真由美的夫婿，只是對於四葉家的某些人內心還是有點耿耿於懷（主要是針對四葉真夜這個「前婚約者」），曾經想接觸與四葉家有關係的國防軍部隊但被四葉家發現而失敗，從手下所收集的情報已得知達也的部分能力並推估達也為戰略級魔法師。
為了不讓四葉家在達也與深雪結婚後過於強大，煽動一條剛毅提出異議，本人也向四葉家反對此婚約，並提出想讓真由美跟達也交往，希望能藉此弱化四葉家的實力。但被真夜以弘一跟周公瑾合作一事，反而陷入眾十師族的責難。師族會議遭襲後，提出讓長子智一擔當追捕黑顧的重任作為將功贖罪。
與其老師九島烈是最早知道司波兄妹是四葉家成員的人物之一，並且亦知道達也實為深夜的親生兒子（除了司波兄妹、真夜和其少數心腹之外，包括大部分四葉家成員在內的其他人根本不知道）。對於真夜以「突襲」的方式宣布達也是其子和片面宣布達也與深雪的婚約感到不可思議。
現在開始盤算如何將達也與深雪拉攏到己方，並想方設法要讓達也與長女真由美交往，甚至成為自己的女婿。派遣真由美到達也成立的公司任職。
七草弘一在社會各界均暗中幫助達也，除了私心之外，最大的原因還是舊友情——為了司波深夜（四葉深夜），當初深夜與弘一之間的友誼直到深夜過世之後都還存在，故為了要幫深夜，以致在各界上不惜動用自己的人脈，甚至是長子七草智一的人脈來幫助達也在暗中對抗四葉真夜。
七草智一
七草家的長男。真由美、香澄和泉美的同父異母兄長，年齡約27歲。
魔法力比弟弟低大約跟真由美差不多，雖然不如父親那樣擅長謀略，但是在組織的營運上被評價為比父親好。
已結婚，夫妻倆住在東京都心的公寓，幾乎不在本家出現，主要是不太想和妹妹們見面，並不是與妹妹們感情不好，而是對後母所生下的妹妹們內心存在疙瘩。
師族會議遭襲擊後，為恢復其它師族的信任，擔當由弘一提出和十文字家合作追捕黑顧的協力者。後来也向十文字克人提出新世代會議以討論解決反魔法师的社会問题的方案，企图藉此利用群众壓力讓深雪擔當魔法师的藝人代表，削弱四葉家的秘密主义造成的實力和威脅感，但在會議中遭達也反对而中斷。
七草考次郎
七草家的次男。真由美、香澄和泉美的同父異母兄長，年齡約24歲。
平時以七草的研究機構為家，並未住在家裡。
名倉三郎（Nakura Saburou，聲：上田燿司）
七草家隨從，「失數家系」的「七倉」成員。
表面上，平時是真由美的保鑣，但主要都是負責當家檯面下的工作，曾代表七草當家與周公瑾有過秘密合作的密談。本身與弘一的關係並不太好，沒有猶如四葉家的守护者對主人一般的忠诚心，刻意以買手信送给真由美的方式來透露自己的行蹤。
由於四葉與九島合作追捕周公瑾，七草當家為避免曾與之合作的關係洩漏，命令名倉除掉周，但因不是周公瑾的對手反遭殺死（周公瑾在此戰最終提及自己認為名倉的實力在黑羽貢之上），由於最後以同歸於盡的攻擊打中周公瑾，並且因其執念一直在周公瑾身上，使得達也能利用名倉的執念成功找出使用鬼門遁甲的周。
竹内薺菜（聲：渡邊明乃）

### 八代家
十師族中負責九州地區。擅長重力控制，電磁力控制，和各種交互作用力控制等方面的魔法。
八代雷藏
現任八代家當家，31歲，住在福岡，表面職業是大學的講師及多個通訊公司的大股東。
八代隆雷
現任當家的弟弟，代表八代家出席由十文字家召開的新世代會議。

### 九島家
2097年師族會議後退出十師族成為師補十八家，但是因地理位置的關係，暫代的「七寶家」繼續管理負責地區。
由於九島烈擔憂如果七草家因與周公瑾合作一事而被真夜逼迫退出十師族，為了讓十師族繼續處於日本魔法界的頂點，那麼失去維持十師族體制中的雙璧之一，將會無法維持日本魔法界（自己設立）的秩序。故提出真言也有與周公瑾合作寄生物一事更為嚴重，自願退出十師族來分擔七草家的壓力。但真言的兒女（除了光宣之外）皆不滿此決定，並視七草家為令他们失去十師族地位的元凶。（但實際上，頂替位置的七寶家仍需借助九系數字家族幫助，以便屢行十師族職務，加上九系家族們和結合現代魔法的古代魔法家族們仍視九島家為首，故無損害其內部勢力。此外，日漸式微的九島家之前能保住十師族的地位，也是依賴九島烈的「宗師」地位。）
由於前第九研的研究成果，擅長古式魔法和現代魔法的結合，擁有系統化的古式魔法，持有由藤林家傳授的秘術【扮裝行列】。
除了九島烈、九島健和光宣之外，其他主家成員的實力和政績都十分平凡，但外系成員（不姓九島、已屬於其他家族的血緣者）卻屢出佳績，例如:「電子魔女」藤林響子、「天狼星」安潔莉娜。
九島烈（Kudou Retsu，聲：清川元夢（電視動畫第1、2季）、大塚芳忠（電視動畫第3季））
戰況：陣亡。
十师族「九岛家」成员，藤林響子的外祖父，擁有國防陸軍退役少將頭銜，在USNA和歐洲被稱為九島「將軍」。年紀近九十的老人，除了每年在九校戰的時候現身以外幾乎不會出現在大眾面前。
在二十一世紀的日本確立十師族的序列，直到大約二十年前，都被譽為世界最強的魔法師之一的人物——「極致」又「最巧」的「詭術士」。
眾人尊稱為「宗師」。曾經是七草弘一跟司波深夜、四葉真夜的老師。
因為自己孫子九島光宣的原因，希望魔法師跳脫兵器的框架。由於他過於疼愛光宣的關係，所以光宣的兄姊們皆妒嫉和冷落這位天賦凜冽的弟弟，以致只有九島烈和響子對其付出親情。
不希望四葉太強而破壞十師族間的均衡，打算削弱四葉實力。曾有意拉攏達也，但因達也已在魔裝大隊而作罷。
與分家九鬼、九頭見暗中與軍中強硬派在九校戰中進行寄生物人偶兵器實驗，後被達也破壞。在四葉家暗中與佐伯、風間合作善後，把柄被拿來以不公開為條件，有意逼他退隱。其本意雖為以「魔法兵器的實驗」這個名目吸引強硬派的興趣，讓他們目睹魔法師被寄生人偶打倒，藉以讓他們認為比起將魔法師當成兵器，加強開發這種打從一開始就當成兵器的寄生人偶，更能有效強化軍事力，但做法已偏離正道。2097年在光宣奪走寄生人偶一事中，為避免自己最疼爱的親孫子會變成被魔法师作實驗體，而決定親手殺死他，卻遭光宣反抗而誤殺。九島真言為保家族顏面，對外宣称他為病死。
知道達也真實身分（不含「西爾弗」身分）少數人之一，是四葉家、獨立魔裝大隊和防衛省以外的知情者之一，因此四葉真夜、黑羽家的人對他抱有警戒。
因為自己的孫兒（光宣、響子）相當信任達也，尤其因為響子對達也處處在協助，所以對於四葉家如此對待有血緣關係的達也的態度頗不以為然，連帶的使兒子九島真言在吸血鬼事件後開始略微同情達也。
九島真言（Kudou Makoto）
64歲，住在生駒，九島烈的兒子，九島光宣的父親，「九島家」現任當家，表面的職業是各種軍需品產業公司的東主，出資者以及債主。育有三子兩女。對於身為家主，卻大部分實權仍掌握在其父九島烈手上，心感不滿。
自身感到身為九島烈的兒子卻沒有出色的魔法才能而自卑，因此決定操作並強化自己精子的魔法遺傳因子，卵子則用自己親妹妹的（嫁入藤林家，響子的母親），最後以人宮子宮誕生出九島光宣。視身體虛弱的光宣為未完成的殘次品，對他十分冷漠。直至光宣因變成寄生體而成為完全發揮天賦的完成品（結合寄生物、古式和現代魔法的繼承者），才真正重視他。
九島紫乃
九島真言的妻子，舊姓富士林，比他小12年。光宣的養母（名義上的母親），知曉光宣的身世，一直對他十分冷漠。（因為光宣的存在代表丈夫對她和子女的基因平凡而失望拋棄的結果。）
九島蒼司
比光宣年長七歲的二哥，魔法力平凡，下任當家的第二繼承人，代表九島家出席由十文字家召開的新世代會議。
曾寄望能藉由與四葉家部分成員（也就是達也和深雪）交好，讓家族能重返十師族行列，所以盡可能的附和達也的意見。不過此種作法讓將輝不敢苟同，連光宣也不希望以這種有點走火入魔的做法達成目的。
九島健
九島烈的弟弟，莉娜的外祖父。實力並不遜色於其兄長，但因當年爭取魔法師的教育權利而遭到政府「流放」，被派到USNA，永無歸國之日。
與當地人結婚後，育有至少一女，即莉娜的母親。子孫的名字以他的姓氏「九島」作為名字中間的姓氏。儘管後代歸順USNA，但仍把九島家的魔法（特別是【扮裝行列】）傳授給子孫，因此九重八雲、百山也把九島健的子孫視為九島家的外系成員。

### 十文字家
十師族中強力家系之一，十師族排位第3位，是十師族中少數在其他地域能进行活动的家族。
十師族中和七草家一起負責包括伊豆的關東地區。
基於第十研的研究成果，十分擅長在空間產生虛擬結構物的領域魔法。家族特性Over Clock是一種讓魔法演算領域暫時超頻的技術
十文字家擅長領域防禦、對抗魔法以及防壁魔法因此有「鐵壁」的別稱。但過度使用家族Over Clock會使魔法演算领域受損，甚至縮短壽命。
有家族遺傳疾病-魔法力下降，故歷代繼承人在很年轻時便接任，很早就退位。
十文字和樹
克人的父親，44歲，「十文字家」的上一任家主，住在東京，表面的職業是國防軍作為主要顧客的土木建設公司的持有者。
在2年前因家族遺傳疾病漸漸失去魔力，大部分事務皆交给克人代理。於2097年師族會議中退位，在其他當家見證下，由克人接任當家位置。但仍關心兒子在處理十師族事务的情況。
由於有二度結婚和婚外情的關係，所以他的子女並不是全為同母所出。在退位後才得知艾莉莎的存在和近況，故請求克人把女兒接回家族。
十文字慶子
克人的母親，和樹的原配妻子，已故。在克人的祖父安排下，與十文字和樹結婚。在她死後，丈夫有再娶續弦。
十文字艾莉莎
『十字星的少女』登場（本篇未登場），續作的主角之一。
原名伊庭艾莉莎，有俄羅斯血統的混血兒，克人的異母妹妹，家中長女，兄弟姊妹中排第三，十文字和樹與前度戀人伊庭達莉亞所生的女兒。生母去世後，被失數家系遠上家（原姓十神）收養。
繼承家族特性Over Clock，為防止她過度使用而縮短壽命，父親要求克人把她接回家族及教導如何使用家族的魔法。
在達也兄妹高中畢業後的一年，於2099年度進入國立魔法大學付屬第一高中就讀。和遠上茉莉花一起入讀魔法科第一高校。是一年A班的學生，入學考試第三名。擔任風紀委員和加入群球搶分部。因混血兒的模樣而十分受到男生愛慕。
似乎透過家族關係（同為十師族的新世代及克人的關係），與達也兄妹見過面，並知道他們在高中時代經常到訪的咖啡店。
十文字勇人
生父是和樹的弟弟，父母相繼過世後，被和樹收養，克人的堂弟，艾莉莎、龍樹、和美的堂哥，對手足們特別關心和照顧。於2098年度進入國立魔法大學付屬第一高中就讀。在一高就讀A班，二年級時擔任學生會副會會長（即一年級入學時為新生代表）。
十文字龍樹
克人的弟弟，艾莉莎的異母弟弟，僅比艾莉莎相差半歲，和她缺乏溝通，並刻意疏遠對方。為免惹來同學爭議，故意到三高就讀。
十文字和美
克人和艾莉莎的異母妹妹，續弦所出，家中次女。

## 師補十八家・百家
師補十八家：「十師族」候補家系。
百家：僅次於「十師族」和「師補十八家」的魔法師名門家系。
關於十師族、師補十八家和百家介紹請見含數家系。

### 七寶家
原師補十八家之一 ，2097年師族會議後因九島家退出遞補成為十師族。
代替九島家原負責區域京都・奈良・滋賀・紀伊，但因家族身處的地理位置不同的關係，故而邀請以九島家為首的「第九研」出身家族暫為管理。
家業是投資顧問業，特別是在天氣衍生工具這方面（天氣衍生工具作為一種特殊的風險管理工具，可以被廣泛地用來規避反常的天氣風險）。
七寶拓巳（Shibbou Takumi）
「七寶家」現任當家，琢磨的父親。屬於踏實而周到，不知道他內心在想什麼，準備多個計策，把風險降到最低不貪求成果，要確實取回本金的類型，算是穩健派的人物。與兒子琢磨不同，不會針對七草家。
在國內領域被大家認同是年度氣象預測的第一人。

### 九鬼家
師補十八家之一。
九鬼鎮
「九鬼家」前任當家，年齡超過六十歲，但是比起即將九十歲的九島烈，他還不到要隱居的歲數。他將當家位子讓給長女，是為了要成為烈的部下為他效力。
九之家系的團結意識高于其他含數家系。與其說他們是「十師族與師補十八家」這種對等的二十八家關係，更像是「本家與分家」、「君主與家臣」的關係。這層關係源自第九研時代，各家系以九島家為中心一同對抗「傳統派」這個共通的敵對勢力。不過，盟主之所以不是九鬼或九頭見而是九島，是基于九島烈的領袖氣質。

### 十山家
師補十八家之一。
在第十研時，就是以保護政府重要人員為目的開發的，並不保護一般民眾，但對外宣稱是作為首都圈防護壁的存在。因這層關係，反而跟國防軍較為密切，有著並不想成為十師族的立場，比起魔法師團體的利益，其家族更加重視自身的利益。
十山司
十山家的女兒兼繼承人，名義上是隸屬於國防軍情報部的下層士官「遠山司」，但實際上的影響力比軍階為大。
由於工作關係，本身經常處於扼殺自己感情的處境，非常謹慎小心，非必要外不跟任何無關人員見面，所以就連矢車侍郎都不認識她。
施壓三矢家並利用三矢詩奈的單純，欺騙詩奈是配合人質救出的演習而誘拐詩奈，目的在引出達也，進而想獲取達也的情報。並認為達也若無對國家的忠誠心（講白十山司她是為了她家族自身的利益而想排除掉達也），其力量是不容許的存在，必須排除掉。
在克人與達也對戰中跟部下埋伏在附近，想趁達也敗北時擄走他，但因達也勝利而作罷，其後被趕來的艾莉卡擊敗。
十山信夫
「十山家」現任當家。
在十山司利用三矢詩奈的作戰中，並知道十山司這樣子做會惹火上身而被殺，為了避免司被達也所殺特地請求十文字家幫助，讓克人出面阻止達也。

### 千葉家
百家主流家系之一，专精使用自我加速、自我加重魔法搭配近战战技而名闻遐迩的名门，擁有「劍之魔法師」別稱的家系。
千叶家是「剑之魔法师」，这个别名与其说是依照魔法特性，应该是依照技能命名。
軍人、警察中幾乎一半都有學習過千葉家劍術（門生或是由千葉家派出指導），所以對軍方及公安部門有一定的影響力。
千葉丈一郎
「千葉家」當家，年紀約五十歲，艾莉卡的父亲。在正妻死後，才把艾莉卡母女接回來，但是沒有給予情人應有的名份，直至其死亡。艾莉卡在升上一高後，才有資格以「千葉家的女兒」對外示人；期後她在橫濱事件中的佳績，也被父親刻意隱瞞（但不成功），避免私生女的身份會影響家族形象。
由於壽和的死，感到悲傷失落。
千葉壽和（Chiba Toshikazu，聲：木內秀信）
戰況：陣亡。
千葉家的長男，艾莉卡同父異母的大哥。
和艾莉卡的關係不太好，兩人經常吵架。
就任於公安部門，階級是警部，工作時有時會缺乏職業精神。
使用的刀技是千葉家已失傳的秘技｢斬鐵｣，使用武器為看似一把全長1.6公尺的木刀，其是內部為真刀為武器的「迅雷」。作為千葉家長男但是卻深知自己的才能不如弟弟修次，因此將一擊必殺的「斬鐵」苦練而成，並且配合「迅雷」將技藝發展成「迅雷斬鐵」。
作為一擊必殺的技能使用者，壽和不能讓他人看過自己的技藝，為防斬線被看穿而只能私下苦練。在他人眼中壽和只是一個怠惰之人，甚至連艾莉卡都不知道壽和擁有此一武技。
喜歡藤林響子，而且是初次見面就對響子傾心，在橫濱事件時目送響子前去作戰的背影自言自語是個好女人，但被艾莉卡吐槽說但不是壽和可以攀想的對象。只是後來因為工作而沒有與響子聯絡，再次見面雖仍只是被響子提供一些情報，但是兩人已互有好感。
在調查恐怖活動時，因部下稻垣已成為誘餌而被誘導至黑顧盟友處，被打昏後擄走。其後與稻垣都被黑顧殺死，兩人屍體成為被操控的棋子用來阻擋十師族的追捕，壽和屍體在與達也對戰後被打敗進而從被詛咒操控的魔法中脫離，遺體後來被鄭重送回千葉家。
與艾莉卡的感情其實算是不錯，而且對於艾莉卡甚至是有點過度的寵溺，所以讓艾莉卡有些吃不消。艾莉卡隨著父母剛回到千葉家時，還跟著壽和身邊打轉，長大之後才沒這麼做。壽和過世後，遺體被送回千葉家時，除了其父親丈一郎之外，最傷心的就是艾莉卡。由此可知，壽和與艾莉卡之間的兄妹情，不是外表看見的一般。
千叶修次（Chiba Naotsuku，聲：千葉進步）
千葉家的次男，艾莉卡同父異母的二哥，個性溫順因而對於強勢的艾莉卡沒轍，目前就讀於防衛大學，人稱「千葉的麒麟兒」，是取得千葉流劍術免許皆傳的劍士，據說三米內的近身白刃戰有著世界前十的實力。在長兄壽和死後，成為千葉家的第一繼承人（相信也是下任家主，因其實力和名聲皆為兄弟姐妹中最好的）。
擁有「幻刀鬼」、「幻影刀」之稱號。
與渡邊摩利交往中。
被艾莉卡告知達也的真實身分，目前似乎想把達也給招攬進防衛大學，但不成功。
防衛大學中的校衛隊之一的｢拔刀隊｣的隊長兼任指導者。
千葉早苗
千葉家長女，艾莉卡同父異母的大姐，壽和、修次的親姐。
跟艾莉卡的關係並不好，雖然住在同一屋簷下，但是基本上彼此生活作息會互相避開對方，甚至在壽和遺體送返家中時，也因此原因而不與家人出面迎接。
千叶艾莉卡（Chiba Elica）
參見千叶艾莉卡

### 吉田家
吉田幸比古
吉田幹比古的父親，神道世家吉田家現任當家，為吉田神社的住持。
吉田元比古
吉田幹比古的大哥，吉田家下任當家。

### 十三束家
「百家」主流之一，擅長近距離魔法，不擅長遠距離魔法，故有射程零距離的別稱。據點設在東京灣東岸一帶。
十三束翡翠
十三束鋼的母親，剛就任日本魔法協會會長一職（一般都是由百家的數字家族擔任），故需常駐在京都的協會本部，所以據點就由身為家主的丈夫來主持。
因愛德華的計畫召開跟十師族商討的會議，會議中真夜表示由達也自己決定而不會干涉，故最後決定由十文字克人來說服達也，但最終不果。因在邀請達也參與計畫一事上，屢次遭到各方壓力，而胃痛倒下。

### 五十里家
「百家」主流之一，擅長刻印魔法

### 其他家系
萬谷颯希（Yorozuya Satsuki）
『魔法科高中的優等生』第9話登場（本篇未登場）。
於2092年度進入國立魔法大學附屬第一高中就讀，2095年度畢業。
家族為「百家」主流之一。

## 國家機關關係者

### 陸軍一〇一旅團
獨立魔裝大隊上級機關。
佐伯廣海（Saeki Hiromi）
59歲，陸軍一〇一旅團司令官、階級為少將。
擁有「銀狐」的異名，一頭近似銀色的白髮加上從參謀體系一路晉陞的才女，魔裝大隊成立時被任命為司令官，提拔風間為少校並任命他為隊長。
本身是國防軍內批判十師族的知名最右翼分子。雖然如此，但她對魔法師完全沒有任何情緒上的反彈或生理上的厭惡，而是持續警告國防不能過度依賴十師族這種私人的框架。因此被某些人視為九島烈的政治死對頭，不過至少她自己並沒有這種想法。

### 獨立魔裝大隊→獨立魔裝聯隊
成立於沖繩戰爭後，屬於獨立作戰單位，雖然處於「大隊」位置，但總人數上卻只有兩個中隊的規模，而獨立魔裝大隊的全體士兵，在某種意義上都被看作是實驗動物，配備有最新的魔法技術與各種裝備，是隨時都有死亡可能的實驗性部隊。在國防方面實際上處於十師族潛在的對立關係。獨立魔裝大隊的主基地在土浦，在富士基地另有前駐地、現僅存聯絡窗口。在對馬島上的「對馬基地」是與另外部隊共有，作為敵前陣地使用。
2097年8月巳燒島事變之後，擴編改組為「獨立魔裝聯隊」，由風間玄信擔任首任聯隊長，大隊時代之大部分成員也續留在聯隊之中。
風間玄信（Kazama Harunomi，聲：大川透）
陸軍一〇一旅團・獨立魔裝大隊隊長、階級為少校（橫濱事件後晉升中校，巳燒島事變後晉升上校，並成為升編後的獨立魔裝聯隊聯隊長）。
擁有「大天狗」的異名，同時也是九重八雲的門徒之一，是達也的上司和師兄。
在山嶽戰・森林戰裡、作為世界級的專家而被人所知的古式魔法師。
但由於部隊的特殊性以及其戰場經歷，被稱為國內屈指的名指揮官的人物，在軍中常能享有超過其軍階的待遇。
2097年8月巳燒島事變之後，獨立魔裝大隊擴張改組為「獨立魔裝聯隊」，曾為佐伯少將的心腹風間中校升遷為上校，並被任命為了連隊長。作為交換，國防陸軍總司令蘇我上將令其切斷與佐伯少將的聯繫，風間接受了這個條件。
藤林響子（Fujibayashi Kyouko，聲：伊藤靜（日本）；邱涵菲（台灣））
陸軍一〇一旅團・獨立魔裝大隊所屬幹部、防衛省技術本部兵器開發部所屬的技術士官、階級為少尉（橫濱事件後晉升中尉），擔當風間的副官，巳燒島事變後退役。
古式魔法名門藤林家的繼承人，身兼魔法協會理事，同時為九島烈的外孫女。由於維護自身立场的關係，與外公的關係保持公私分明的距离。
有著極強的駭客能力，也有教導過達也相關的知識及技術，別名「電子魔女」（エレクトロン・ソーサリス）。
由於達也的戰略級魔法師特殊身份經常暗中擔當達也的支援人員提供各種情報、掩護。平常對達也的態度猶如弟弟般照顾，因此在獨立魔裝大隊中，除了風間玄信之外，就只有響子對達也是真心的愛護，甚至因自己與九島家是無法分割的親緣關係的緣故，所以非常心疼達也。
曾進入國立魔法大學付屬第二高中就讀（在校時期二高曾拿下九校戰冠軍），在個性上有著不輸真由美的愛捉弄人腹黑性格。
讀書的時代和小野遙同期但不同校，被後者所仰慕。和七草真由美是朋友關係，被其愛稱響子姐。
寄生人偶實驗中，因藤林家與九島家的關係，雖然內心反對，表面上卻無法反對九島家的所作所為，也由於這層關係佐伯命令風間必須要暗中注意（所以在私底下，對有著相同處境的達也（因四葉家的緣故）和深雪抱著關心和愛憐，因她自己也是過來人）。
原本有任職在國防軍的未婚夫，但在成婚前未婚夫捲入沖繩海戰事件而戰死，因此事件讓響子內心留下傷痕並決心加入國防軍，由研究人员轉職為軍官，也因此事件影響對位於橫濱中華街的大亞聯盟難民和間諜問題而政府卻視而不見表示氣憤。
在已走出情傷後，對千葉壽和抱有好感。因為壽和被顧傑等人綁架不知下落，其後得知壽和已死，認為是自己刻意泄密造成的，因而自責不已。
在藤林家因協助光宣逃亡海外一事受到影響後，正式辭職及離開國防軍，並接受真夜的邀請，在達也和深雪名下的魔法人聯社任職。
真田繁留（Sanada Shikeru，聲：新垣樽助）
陸軍一〇一旅團・獨立魔裝大隊所屬幹部、階級為上尉（橫濱事件後晉升少校）。
性格上相當壞心眼，常與柳一搭一唱而被藤林吐嘈。
在部隊裡擔當硬體方面的工作，製作出比達也原先為部隊設計的以上性能的實戰裝甲（Movable Suits），以及達也使用戰略魔法的專用CAD（ThirdEye）。
柳連（Yanagi Muraji，聲：川原慶久）
陸軍一〇一旅團・獨立魔裝大隊所屬幹部、階級為上尉（橫濱事件後晉升少校）。
身上擁有類似「閃憶演算」的魔法迴路，不過遠遜於達也直接被寫入意識當中的人工干涉。
魔法：加重系魔法「千畳返」。
山中幸典（Yamanaka Kousuke，聲：丹澤晃之）
陸軍一〇一旅團・獨立魔裝大隊所屬幹部、少校軍醫，一級治療魔法師。
在情況允許下會毫不在意的進行人體實驗。
對於達也的能力努力研究，偶爾會要求達也被他「體檢」，不過似乎醉翁之意不在酒，常常被響子或真田給否決掉此等「有色」的研究。
擅長「逼供」，不過罪犯來源也僅限被獨立魔裝大隊親自擒獲的入侵者或是由其他軍警委託的犯人。
渡边摩利（Watanabe Mari）
參見渡边摩利

### 其他國家關係者
壬生勇三（聲：山本格）
壬生紗耶香的父親。
已從前線退役，現役時期與風間玄信同梯，同時亦是戰友。退役後轉任公務人員，現為外事省外國人管理部第三科科長。
使用魔法為加重刃，是實戰型的魔法師，在役時期使用此技格殺不少敵軍。
紗耶香住院期間從風間那裡得知達也的身分，在紗耶香出院當日感謝達也救了女兒。
似乎是干擾小野遙對於達也身分追查的藏鏡人之一。
稻垣（Inagaki，聲：瀧知史）
戰況：陣亡。
千葉壽和的搭檔兼部下，也是千葉家的門生，年齡比壽和年長，時常吐槽壽和的工作態度。
師族會議遭恐怖攻擊後，在調查過程中被人偶師洗腦成為引誘壽和的誘餌，導致壽和落入黑顧手裡。兩人後來被黑顧殺死而成為被操控的棋子，稻垣屍體在阻擋十師族追捕部隊時，被將輝打敗及消滅。
桧垣乔瑟夫（Higaki Joseph，聲：竹內良太）
隶属于国防空军冲绳先岛防空队——恩纳空降部队的上兵。
本身為「遗族血统」，二十年战争（第3次世界大戰）越演越烈时，驻留在冲绳的美军（当时还是USA）撤回到夏威夷，遗留的孩子之後代。
南風原（聲：小野友樹）
神田
反魔法師的在野黨議員。
企圖利用魔法高中學生後來大多成為軍事相關的人員，來引導言論走向人類主義反魔法師。

## 其他人物・日本人
九重八云（Kokonoe Yakumo，聲：置鮎龍太郎）
达也與遥、風間的体术老师，頗有名聲的「忍術使」、古代魔法「忍术」的傳承者。
身高：177cm
體重：67kg
沒有特別喜好被稱為「魔法師」或是「忍者」。
實際年齡不明，另外也擁有僧侶這一身分，擁有極高的情報收集能力，甚至超越國家級的情報網。
九重這個姓是從先代那繼承過來。認識四葉家的贊助者東道青波。
似乎源自前第九研。據其稱九島家的秘術Parade，是由他師父（亦即風間、達也、深雪、遙的師公）使用的術式「纏衣蜃景」改編的。
只要是有練過武術或體術的魔法師或軍警，幾乎都知道甚至認識九重八雲，因此除了八雲的徒弟包含司波兄妹、遙、風間玄信和獨立魔裝大隊的主要幹部和軍士官以外，千葉家的門徒（包含艾莉卡、壽和、渡邊摩利、修次、稻垣等人）、吉田幹比古、五十里啓等人都知道九重八雲，也因此八雲才能藉此得到許多不為人知的情報，更多時候連恐怖份子、大亞聯合、新蘇維埃等的情報也能收集到並準確分析，再傳達給相關人士（主要是獨立魔裝大隊和達也）。
托拉斯・西爾弗
Four Leaves Technology專聘的魔工技師，其本名、長相與個人資料皆無人知曉，相當受中条梓推崇，稱其為「奇迹的CAD研發師」。
真面目為四葉科技（Four Leaves Technology）的第三課開發班中的兩名開發人員，其一為負責硬體設備的牛山主任，另一位則是等同帶領整個開發班，負責軟體設計的達也。
短短一年就讓特化型CAD的軟體進步十年，且比起自身利益更注重於世界魔法的進步，毫不在意CAD技術流傳於世，是為人所稱頌的天才技師。將特化型CAD展開啟動式的速度提升百分之二十，還將非接觸型介面的誤判率從百分之三降低到百分之一以下； 也是全世界首度實現『循環演算系統』和『常駐型重力控制魔法（飛行術式）』的天才工程師。
『循環演算系統』是指一般啟動式在魔法發動之後就會消失，即使要使用相同術式，每次都必須重新從CAD展開啟動式，不過這種系統可以在啟動式的最終階段進行處理，將相同的啟動式複製到魔法演算領域。只要魔法師的演算空間許可，就能令啟動式連續發動相同的魔法。雖然這個理論從以前就認定可以實現，但如果要同時發動魔法並且複製啟動式，演算能力的分配是一大難題。但這個難題被托拉斯・西爾弗解決了。
依照加速／加重系統理論而成的飛行術式——『常駐型重力控制魔法』可以連續讀入相同的啟動式、建構相同的魔法式，並且自動輸入相同的變數，這就是飛行演算裝置的構造；和循環演算是成對的系統。
牛山欣治（Ushiyama，聲：田中完）
為托拉斯・西爾弗（Taurus Silver）中的托拉斯（Taurus），在四葉科技（Four Leaves Technology）的第三課開發班中擔任主任的職位，折服於達也的才能之下，即使達也是才16歲的青年也甘願受他指揮，在他手底下進行研究開發，將達也的構想化做現實的硬體設備負責人。和第三課開發班全體一起稱呼達也、深雪為「少爺、小姐」，起初只是對兩人靠「社長的子女」身份干涉研究而感到不滿的戲稱，後來則是佩服兩人各自的才華（深雪也有參與開發CAD的實驗，想子量遠超越測試員）而尊稱他們。
對於與達也一同作為托拉斯・西爾弗相當不悅，認為奇蹟的CAD工程師應該專屬於達也，自己只是沾上達也的光而已，不過雖然本人宣稱如此，卻老是辯不過達也，只能乖乖的背負著托拉斯的名號。
司一（Tsukasa Hajime，聲：千葉一伸）
反魔法活动政治社团「Blanche」日本分部的领导者。司甲的义兄，後来被捕，並與司甲脱离關係。
北山潮（Kitayama Ushio，聲：千葉俊哉）
雫的父親，資產家北山家的當家。在業界則是用「北方潮」這個商業名字。
由於本身不是魔法師的關係，所以當年曾被鳴瀨家反對兩人的婚事，害怕影響後代的基因，而事實上，兒子航確是沒有遗傳到魔法素質。
相當的寵愛雫，也把雫從小學以來的朋友穗香當成自己女兒一樣照料。與妻子紅音對達也的看法不同，個人很欣賞其魔工技師的才華，認為達也即使會招來不幸，也非他的過錯，自己也會盡力保护女兒。
非常滿意自己女兒所挑選的男人。
由於自己妻子與女兒都是魔法師，基於保護家人的立場下，與達也會談時對於反魔法師浪潮提出願意提供力量來幫助十師族。
24卷時與東道青波交談中東道青波要他幫忙支持達也的ESCAPES計劃，並在對話中早知道愛德華・克拉克的宇宙資源開發計畫本身其實是流放各國有實力威脅大國的魔法師，深怕自己的妻子與女兒會被流放，所以對雷蒙德・S・克拉克拜訪雫時對他相當厭惡。
北山紅音（Kitayama Benio，聲：京花優希）
雫的母親，振動系魔法中頗有名氣的A級魔法師，實力與十師族出身的魔法師匹敵。舊姓「鳴瀬」。本身頗為毒舌。稱其丈夫為「潮君」。
對達也的感覺與其丈夫相反，因同為魔法師對於達也擁有破格的才能而警戒著，甚至嘗試調查其身份但不果，深怕自己的孩子太靠近他而遭受不幸，一度警告他遠離雫及穗香，但遭到丈夫勸阻。
北山航（Kitayama Wataru，聲：岩崎里菜）
雫的弟弟，雫升上高中二年級時他則是小學六年級。相當仰慕自己的姊姊和CAD技術出色的達也，雖然沒有魔法素質，但是受到達也的鼓励，仍希望成為能幫上姊姊的魔工師。
黑澤智恵理（聲：優希知冴）
北山家僱用的女管家。
伊達三郎（聲：山下誠一郎）
西城花耶（Saijyou Kaya）
西城雷歐赫特的姐姐，沒有魔法素質。
安娜・羅瑟・鹿取（Anna.Rosen.Katori）
艾莉卡的母親，與其容貌相似。日德混血兒，是艾莉卡的父親——千葉家當家的「小妾」（情婦），在千葉家沒有名份。她本身也是父母在家人極力反对跨国結婚的情况下私奔的產物，其父亲(艾莉卡的外公)出身於開設跨国大型企业「羅森魔工所」的羅森家族分家--羅瑟家。母女二人在當家正室離世後，才被接回本家。
在艾莉卡14歲時過世。
小和村真紀（Sawamura Maki）
知名女藝人。
和達也等人第一次見面是在北山家所舉辦慶祝結束了在USNA的短期留學的雫回國及升入二年級的祝賀的家庭派對，以北山家親戚--雫的表哥之未婚妻出席。
企圖拉攏魔法師建立心中所謂的"新秩序"而與七寶琢磨合作並暗中鼓動他的人，與琢磨有不正常男女關係。
算計被發現後被達也要求離開七寶琢磨跟不要對高中生以下的人出手。
在反魔法師浪潮中接受七寶琢磨的請求，讓父親的公司在媒體上幫忙緩和人類主義反魔法師的言論。但琢磨因而欠她一個人情，在他升讀魔法大学後，以魔法師藝人的身份出道，繼而改善大眾因不了解魔法而針對魔法師的偏見。
小和村喜夫（Sawamura Yoshio）
小和村真紀的父親。媒體公司社長。
與周公瑾配合利用媒體以人類主義者反魔法師來減弱日本實力，後又因背叛周公瑾而被他有意以殺掉真紀作為懲罰，但被達也阻止破壞。
藤林長正
藤林響子的父親、古式魔法師名門藤林家的現任當家。
東道青波
僧侶，算是日本佛教界著名宗師，在其業界具有相當的影響力，就連比叡山等都尊重其意見。元老院的「四大老」之一，負責管理及掌控日本裏世界層面擁有力量的人，包括遠超十師族實力的四葉家（前第四研）、莉娜及達也等戰略魔法師，以他們的力量來防止妖魔及步入歧途的魔法師破壞表面社會的秩序。
是九重八雲相當敬畏的高僧之一，實力不詳。八雲認為達也難以逃出四葉家的原因，即是有東道在幕后控制的因素存在。
前第四研擁有者，現為四葉家及其附屬產業最大贊助人。
似乎與真夜、深夜等有親屬關係，亦是四葉家中的背後藏鏡人。就連四葉家的相關人（包括當主在內）等都得服從其意見。其主管的東道家（包括東雲家和東山家在內）之成員自「第四研」成立以来，便與四葉家通婚，故此部分四葉家的成員皆有其血統。
是使達也接受人造魔法師實驗的執行者，真實身分似乎就是紅林的前上司，知道深雪誕生的秘密（完美調整體魔法師）和達也的身世（深夜和司波龍郎的親生兒子，深雪的親兄長）。
24卷時真夜安排下與達也交談並討論他的ESCAPES計劃，之後與北山潮交談要他幫忙支持達也的ESCAPES計劃，對北山潮擔心關於達也的計劃，政府現在採取怎樣的立場，他了斷地說出:『不會讓日本政府阻礙的』。
在莉娜正式歸化日本後，讓她成為自己戶籍上的養女，改名為東道理奈。
風祭涼歌（Kazamatsuri Suzuka）
『魔法科高中的優等生』第9話登場（本篇未登場）。
於2092年度進入國立魔法大學附屬第一高中就讀，2095年度畢業。
「Elements（元素家系）」的後裔，「風」之元素血統的繼承者。
遠上茉莉花
『十字星的少女』登場（本篇未登場），續作的主角之一。
於2099年度進入國立魔法大學付屬第一高中就讀，就讀一高一年B班。擔任風紀委員和加入魔法・技藝女子部。
出身失數家系「十神」，和十文字艾莉莎自小一起長大，親如姊妹。雖然在初中之前並沒有學習魔法，但是在參加格鬥技社團時，因教授的流派和魔法的入門技術相似，加上魔法天賦，無意中習得十神家的個體裝甲魔法「React Armor」，後來也成為她最擅長的魔法。在北海道地區的魔法・技藝初中女子組比賽奪冠，甚至在賽後與男子組冠軍切磋中勝出，被視為北海道魔法・技藝初中組實際上的冠軍。
得知艾莉莎為了學習控制與生俱來的十文字家族魔法而不得不永遠離開遠上家、認祖歸宗及前往東京生活後，請求十文字克人別讓她們分開，請求派家庭教師來她家向艾莉莎教授魔法。但被克人以家族魔法不外傳為由拒絕後，向他提出挑戰以換取艾莉莎的去留，期間她和前來阻止她的艾莉莎皆差點造成魔法失控的意外。
後來克人以兩人對魔法操控不成熟和各自家族遺傳的魔法特性存在風險為由，要求兩人一起進入國立魔法大學附屬第一高中就讀，接受正式的魔法教育。
遠上良太郎
茉莉花的父親，出身失數家系「十神」，艾莉莎的養父，居住在北海道。
遠上芹菜
茉莉花的母親，伊庭達莉亞的友人，把養女艾莉莎視如己出。曾提出讓艾莉莎在魔法學成後回來遠上家的建議，但丈夫指出十文字家族魔法不外傳的原因後，只好尊重養女的意願。
遠上遼介
茉莉花的哥哥，在USNA的魔法師人權主義團體工作。以前沒有上過魔法學校，只從父母身上習得十神家和主流的魔法，但本人比較醉心於武術。家人並不知道其工作的情況，僅認為比起排斥失數家系的日本，他在USNA的發展和待遇會更好。
被上司派去達也的魔法人聯社當間諜，以收集情報。已被黑羽家和從USNA舊識取得情報的莉娜發現其身份及目的，但因達也想與他國的魔法師人權主義團體取得聯繫，沒有追究其罪，反而讓他成為雙方聯絡的中介人。本身也對魔法人聯社和魔工院的工作（培訓未達魔法師資格的人材及提供工作機會）充滿熱情。

## USNA
雷蒙德・S・克拉克（聲：河西健吾）
全名為「雷蒙德・謝茲・克拉克」，雫在USNA留學時的同學，動不動就對雫示好，同時也是「七賢人」之一，曾經提供情報給達也，稱呼達也為"破壞神"，知道達也包括「西爾弗」在內的真實身份。他也負責更新至高王座系统的工作，其父亲愛德華就是設計出至高王座的人。
雷蒙德認爲至高王座是爲了編劇而設的道具，是制造舞台的人才能利用的。劇中人物使用的話，就會和其他登場人物産生情報獲取的不均衡，而令劇本破裂，這是作爲觀衆或是職員也無法原諒的犯規行爲。如果黑顧仍然身處黑幕之中的話，使用至高王座就沒有問題，但是在選擇上台的話，黑顧就不應該再擁有這個道具。在名爲『七賢人』的七個操作者中，只有雷蒙德知道管理員的存在，然後他向只有他知道的至高王座管理員，申請刪除黑顧的帳號。
由於閒得發慌為了有趣，洩露了達也就是托拉斯・西爾弗，並借計畫公開邀請日本的托拉斯・西爾弗來參加，並請日本的民眾一起來說服托拉斯・西爾弗來對達也施壓。在24卷時跟父親愛德華・克拉克來日本說服達也來參加宇宙資源開發計畫，但被拒絕後順道拜訪雫但被北山潮厭惡，而拜訪雫時遇到拜訪完北山潮的達也兄妹，又再次想說服達也，但被達也反駁和拒絕。因從小使用至高王座的關係而无视普通的伦理道德，就直接說出暗杀達也是最终手段。
之後成為寄生體。於巳燒島事件後利用寄生物網路幫助光宣逃亡，並關注其結局。光宣與達也決鬥結束後，接受其引渡回UNSA的提議。
最後因UNSA對寄生物措施，與一眾寄生物倖存者以火星探測船流放出地球，但本人卻樂於接受，並以此實現宇宙開發的夢想。
愛德華・克拉克
雷蒙德的父親，USNA的國家科學局的學者，專業是大規模情報系統，具體而言就是第一個發明國家安全局使用的通信監聽系統。目前最新版本是梯隊系統III，是全面改良此系統的中心人物。由於此系統屬於保密狀態，為避免洩露機密，故本人是處在軟禁狀態下在國家科學局繼續研究改良此系統。
本人堅信著能控制整個世界的就是情報，是一個忠誠的愛國者，而事實上至高王座就是他基於梯隊系統III所設計的後門系統。
對世界各國提出由十名魔法師來進行的宇宙資源開發計畫，以此來證明魔法師除在軍事面外也能對人類做出正面貢獻，但計劃本身其實是流放各國有實力威脅大國的魔法師。暗中藉由大使館對日本的一高跟魔法協會洩露達也身分來施壓，逼迫達也參加計畫。在24卷來日本說服達也來參加宇宙資源開發計畫，但被拒絕，之後在電視節目中說『我希望司波達也先生務必要參加這個開拓人類未來的計劃』。
在「未來篇」中，於針對達也的攻擊中，被對方以分解魔法雲散霧消殺死。
卡艾拉・弘格（聲：白石晴香）
USNA派到日本的間諜（正職是國防總署的魔法研究人員），暱稱是米亞。
為了研究達也在「灼熱萬聖節」中所使用的「質量爆散」而參與本次行動。
在日本時與安吉・希利鄔斯和希兒薇雅・瑪裘利・法斯特同居。
被寄生物附身成為吸血鬼之一，在第一高校被達也、十文字、千葉等人圍捕並被深雪冰凍無法行動時自爆而死。
瓦吉妮雅・巴藍斯（聲：田中敦子）
USNA統合參謀總部情報部內部監察局第一副局長，階級為上校，來到日本支援天狼星。
已經四十歲，是STARS唯一（或者說有資格）能「痛罵」安吉・希利鄔斯而不被後者反駁的高層人物。
吸血鬼事件後，私底下與四葉家達成相互協力的關係。她透過此協議多次請求真夜救助及庇护包括天狼星在內的STARS成員。
克蕾雅（聲：渡部紗弓）
獵人Q，沒能成為「STARS」的魔法師部隊「STARDUST」的女兵，Q意謂著追蹤部隊的第17順位。
瑞琪兒（聲：市之瀨加那）
獵人R，沒能成為「STARS」的魔法師部隊「STARDUST」的女兵，R意謂著追蹤部隊的第18順位。

### STARS
安吉・希利鄔斯/安潔・天狼星/東道理奈（聲：日笠陽子）
真名為安潔莉娜・庫都・希爾茲（庫都的發音等於九島），簡稱「莉娜」。
生日：2080年1月4日
身高161cm，体重50kg
在STARS中的代號為｢天狼星｣（希利鄔斯）。
USNA軍魔法師部隊「STARS」的總隊長「安吉・希利鄔斯」（アンジー・シリウス），階級是少校（31卷晉升中校），USNA最強的實戰魔法師，世界上最強魔法師之一，也是公開的戰略級魔法師「十三使徒」之一（但真名和真面目被刻意隱藏）。
有四分之一血統是日本人，平時是金髮碧眼的美少女，個性善良有責任感還帶點孩子氣，魔法實力一等一，跟深雪在伯仲之間，但理論知識並不突出，無法辨认出達也使用的「術式分解」和深雪使用的「悲叹冥河」（稱為月之魔法，即USNA對精神干涉系魔法的稱呼），屬於實戰類型。其外祖父九島健是九島烈的弟弟，所以她是九島烈的孫姪女，與響子、光宣同輩，被視為九島家的外系成员。因擁有九島家的血緣，所以能使用九島家的術式。
當使用安吉・希利鄔斯的身份時，會使用九島家的「扮裝行列」，將身高變高，頭髮變為紅色，眼睛會變為金色，說話時會使用想子來改變聲音。
接受國家命令進行抹殺逃跑的USNA魔法師同僚（被吸血鬼附身）的任務而產生心理陰影，為了完成任務接著轉任成交換學生進入深雪的班級就讀，但瞬間被達也識破真實身份（沒被他深究）。
在一高讀書前，因其出身和魔法實力高的關係，從未接受普通的學校教育，很早就與父母分開生活，僅在Starlight以Star的候补成員的時期接受相关的魔法和軍事訓練，所以特别珍惜在一高讀書時的日子。
接著處決轉移到日本的吸血鬼失敗，與達也發生衝突後被抓住，之後跟深雪戰鬥被打敗，最後和達也交換協議並獲得釋放。
接到軍方命令俘虜或格殺達也，在對決時因為心軟動搖而敗北，此時達也看出她的個性並不適合軍方的冷酷工作（因所處境遇相似）。接著收到七賢人的情報開始處刑吸血鬼宿主以期望維持軍方最強的招牌，經由達也的幫助解決吸血鬼後瞭解到自己的問題所在與他所伸出的援手。在任务結束後回國，但隨即因新任务而再次前往日本，意外與達也等人一起解决了事件。
在正式回國後，被軍方下令禁止前往日本，防止她因九島家的血统及對當地人的感情而有歸化日本的可能性。但私底下仍與司波兄妹聯絡。
對達也有明確好感，但處於傲嬌的狀態，也是深雪認可的情敵之一。
能夠利用「布里歐奈克」（ブリオネイク）將戰略級魔法「重金屬爆散」的威力和射程進行自由控制，並且使攻擊具有指向性因而能使用於對人戰鬥上。
擔心恐怖攻擊而私下聯絡達也、深雪，提供有關黑顧的情報。已從愛德華的口中得知達也的戰略級魔法师及「西爾弗」身份，但被對方以公开她的真面目威脅，不得洩露宇宙開發計劃的真相。此事令她對愛德華等人抱有戒心，將此事告訴副官班哲明，後者也表示同意。且因為經常被派去對付恐怖份子，心情已極度不平衡，且這些所謂的「恐怖份子」，多數都是官逼民反的貧苦民眾，所以非常厭倦。產生了退役的念頭。
因被化為寄生物的「STARS」成員及高層逼害，在長官及下屬的幫助下，前往日本的四葉家尋求政治庇护，並代替卸下「守護者」職責的水波擔任深雪的護衛，以換取四葉家給予的薪酬及生活品質，並再次以「莉娜」的身份回到一高讀書。
在「未來篇」，USNA以無限期借出給四葉家為下台階，答應讓莉娜留在日本，但否決其退役申請，只答應讓她辭去總隊長一職。後來達也在臨時師族會議上，告知十師族當家有關莉娜的「天狼星」身份，指出他不擔心深雪與他國的戰略級魔法師一起讀書及生活。
於2098年度畢業後，入讀魔法大學。正式歸化日本，戶籍上成為東道青波的養女，改名為東道理奈（「理奈」(りな)為「莉娜(リーナ)」的日化名稱），公開場合仍使用原名自我介紹。同時也在魔法人聯社擔任理事一職，但自稱自己比響子更沒有人事調動的實權。
班哲明・卡諾普斯（聲：山野井仁）
USNA軍魔法師部隊「STARS」第二把交椅，階級是少校，希利鄔斯少校不在隊伍的時候代理總隊長職務。由於服役時間和實戰經驗較多，所以他比莉娜更為受到「STARS」隊員的支持。
是一名外形剛健、氣質瀟洒的四十歲左右的男性，扣除掉戰略級魔法的因素，實力在安吉・希利鄔斯之上。此外，他的魔法知识也比莉娜多，作者表示他能在親眼見證的情况下，一眼辨认出「術式分解」，故此達也在追捕黑顧期间被九重八雲阻止他在USNA軍面前使用分解魔法。
對待希利鄔斯時就像對待女兒一樣非常關心。
在STARS中的代號為｢老人星｣。
接受上級的命令擔當暗殺黑顧的任務。
希兒薇雅・瑪裘利・法斯特（聲：小林愛（電視動畫）；堀越知惠（劇場版））
USNA軍魔法師部隊「STARS」的行星級魔法師，階級是准尉。
暱稱是希兒薇，姓氏來自軍用代號「第一水星」。
在日本執行作戰時，擔任希利鄔斯少校的輔佐。本身也是對方的知心好友。
因同居的卡艾拉・弘格為吸血鬼，被懷疑有被感染的可能性，因而遣送回國。後来又因收集有關「破坏神」真实身份（即達也）的情報的任务而再次前往日本，期间被軍方情報部識破，並被遠山司曹長（真名為十山司，是師補十八家十山家的當家長女，家族事務大多由其弟處理）逮捕，差点被處決，幸好得到受真夜命令下前來的達也所救，得以安全回国。
亞弗列德・佛瑪浩特
USNA軍魔法師部隊「STARS」的一等星魔法師，階級是中尉，暱稱是弗列迪。
遭寄生物附身成為吸血鬼之一，被希利鄔斯少校處決。
在STARS中的代號為｢北落師門｣。
查爾斯・沙立文（聲：峰晃弘）
USNA軍魔法師部隊「STARS」的衛星級魔法師，別名「第二魔星」。
遭寄生物附身成為吸血鬼之一，被希利鄔斯少校處決。
威廉・希利鄔斯/威廉・天狼星
前任「STARS」總隊長。在與新蘇聯的高強度區域紛爭中戰死，死因是貝佐布拉佐夫的「水霧炸彈」變化型。
與安潔莉娜並無血緣關係。

## 大亞聯合
陳祥山（聲：斧篤）
大亞聯合特殊作戰部隊隊長，階級為上校，為人心狠手辣。
擅長使用古式魔法鬼門遁甲。
入侵魔法協會支部時，被美月的眼睛看見了，其後被深雪使用魔法捕獲。「灼熱萬聖節」後大亞聯合跟日本和談，作為俘虜交換回到本國。
南海騷擾篇中，作為大亞聯合追捕叛逃人員的指揮官而跟魔裝大隊合作，並認定司波兄妹為在新生代中實力強大的競爭對手。
呂剛虎（聲：藤原貴弘）
大亞聯合特殊作戰部隊的王牌魔法師，階級為上尉。別名「食人虎」。
在魔法近戰領域為世界屈指可數的頂尖高手之一。
為了保密而執行刺殺平河千秋的任務時，被周阻撓按下了警備鈴，被恰巧在醫院的千葉修次和渡邊摩利阻止，與修次戰鬥時受了傷，其後為了保密而去特殊鑒別所刺殺關本勳時，被達也、摩利和真由美阻止，負傷的情況下中了摩利的「童子斬」而倒下，被警備員拘束起來，在被運送去橫須賀的外國人監獄途中被陳祥山等人救了。
襲擊魔法協會支部時遇上摩利、艾莉卡和雷歐，並與三人戰鬥，先後擊敗雷歐和艾莉卡，其後和摩利戰鬥時，受到摩利的氣體攻擊後依然強行將其擊退，但卻被真由美奇襲導致二氧化碳中毒而敗北。
戰鬥時會身穿專用名為「白虎甲」的咒法鎧。
「灼熱萬聖節」後大亞聯合跟日本和談，作為俘虜交換回到本國。南海騷擾篇中，作為陳的部下而跟魔裝大隊合作，並認定司波兄妹是新世代中必须關注的敵人。
劉麗蕾
劉雲德的孫女，精通日語，原本自小訓練為入侵日本的間諜「蕾拉」，卻因祖父的死亡而被上級推出台面，成為戰略級魔法師。在祖父死亡一年半後，因在戰事中使用戰略級魔法「霹靂塔」而被公开身份，代替他成为「十三使徒」之一。因為大亞聯合的訓練方式不當，經由投藥與訓練發展特定領域的才能，令她只能自由使用有限的少數魔法，不過原本保有想子量十分龐大，情況和達也相似。雖然她可以不必使用CAD就能發動戰略級魔法「霹靂塔」，以及用來避免戰略級魔法傷害到她自己的「電磁場阻絕」，但是其他魔法都無法隨意使用。
可是在不久後，因大亞細亞聯盟戰敗於與新蘇聯的戰爭中，以交出劉麗蕾作戰俘為條件（因為大亞聯盟本身擁有多个不公開的戰略級魔法师，所以不在乎犧牲一个名面上沒有多少戰功的戰略級魔法師），加上新蘇聯的間諜引誘，逼使她逃亡至已與大亞签订和約的日本，引發出三國的外交問題。
以被監視對象的身份寄住於一條家，和茜成為朋友和同學，並對將輝產生好感。現已歸化日本，成為一條家的養女「一條蕾拉」。在入讀三高後，已經習得使用低階魔法，並且能使用有效射程五公尺的「術式解體」。儘管歸化日本，但為免遭到大亞聯合暗殺，在將輝被「八仙」的藍采和下藥前，沒有交代過自己知道的情報。
林衣衣
大亞聯合軍魔法師，階級為少尉，職務為劉麗蕾的護衛部隊隊長，實為新蘇聯的間諜。
與劉麗蕾一同逃亡至到日本，後被偷渡至日本的呂剛虎殺死。

## 十三使徒
在2095年4月，各國認定適合使用戰略級魔法，並且當時對外公開身分的魔法师總共有十三名，他們被稱為「十三使徒」，公認是世界軍事平衡的重要因素，同時也影響到國家的國威之增減要素。後來隨着劉麗蕾、一條將輝加入，公開身份的戰略魔法師們變成「十四使徒」。2097年8月「巳燒島事變」，有2位公開的戰略級魔法師先後死於達也的魔法，而後司波達也於臨時師族會議中承認其為產生「灼熱萬聖節」的戰略級魔法師後，目前只有「十三使徒」仍活著。劉麗蕾和莉娜（安潔・天狼星）已經在實質層面上退出故國軍務。
各種戰略級魔法的效果介紹請見戰略級魔法，戰略級魔法的定義介紹請見魔法類型。
關於戰略級魔法師和輻射汙染兵器的介紹請見社会。
司波達也
國籍：日本
戰略級魔法：「質量爆散」
介紹詳見「司波達也」。被世界公認的「最強魔法師」。
安吉・希利鄔斯
國籍：USNA→日本（巳歸化及正式入籍）
戰略級魔法：「重金屬爆散」
綽號：「天狼星」
在三位公開的USNA籍戰略級魔法師中，只有安吉・希利鄔斯任職於STARS。
介紹詳見「STARS」。
艾里歐特・米勒
國籍：USNA
戰略級魔法：「利維坦」
位於阿拉斯加基地，基本上不會出動。
羅蘭・巴特
國籍：USNA
戰略級魔法：「利維坦」
位於國外的直布羅陀基地，基本上不會出動。
伊果・安德烈維齊・貝佐布拉佐夫
國籍：新蘇維埃聯邦
戰略級魔法：「水霧炸彈」
綽號：「燎原火」
本身也是「水霧炸彈」CAD的開發人員，更是為了完成「水霧炸彈」開發而誕生的「試管嬰兒」。有7位複製人的妹妹，也是為了使用「水霧炸彈」的CAD而成為「演奏者」（CAD的生者機械），由身為「指揮者」的他操控。
跟愛德華・克拉克、威廉・馬克羅德共謀，本人對外公開表示也會參加由愛德華提議由十名魔法師參加宇宙資源開發的計畫（達也推測到時可能會是替身），來對日本施壓。
性格自負，對於被達也「盜用」他開發的術式來開發「海洋爆破」和「冰河期」一事，感到憤怒。
於達也公開表示拒絕參加開發計畫之後，曾多次對達也所在地區（包括伊豆高原別墅、第一高中、巳燒島）發動「水霧炸彈」攻擊（但結果均失敗）。
最終在「巳燒島事變」中，死於司波達也的魔法「雲消霧散」。
列昂尼德・肯德拉切科
國籍：新蘇維埃聯邦
戰略級魔法：「大地紅軍」
年事已高，基本上不會離開黑海基地。
劉雲德
國籍：大亞細亞聯盟
戰略級魔法：「霹靂塔」
綽號：「震天將軍」
於2095年10月31日的對日戰鬥中戰死，死於大黑龍也（司波達也）的戰略級魔法「質量爆散」。劉麗蕾的祖父。
劉麗蕾
國籍:大亞細亞聯盟→日本（巳歸化及正式入籍）
戰略級魔法:「霹靂塔」
介紹詳見「劉麗蕾」。
巴拉特・錢德勒・坎恩
國籍：印度、波斯聯邦
戰略級魔法：「神焰沉爆」
五輪澪
國籍：日本
戰略級魔法：「深淵」
介紹詳見「五輪家」。
一条将輝
國籍:日本
戰略級魔法:「海洋爆破」（簡稱「海爆」）
綽號:「染血王子」
介紹詳見「一条將輝」。
吉爾・迪亞斯
國籍：巴西
戰略級魔法：「同步線性融合」
事實上是由同卵雙胞胎米吉爾・迪亞斯與安東尼・迪亞斯組成。
在「巳燒島事變」時，由於達也發動「雲消霧散」消滅安東尼奧（此前則使用「術式解散」瓦解掉正在發動準備中的「同步線性融合」），致使米吉爾與該戰略級魔法瞬間被無力化。
「同步線性融合」魔法式由USNA提供。
威廉・馬克羅德
國籍：英國
戰略級魔法：「臭氧循環」
「臭氧循環」魔法式原型為前歐盟因應臭氧層破洞問題而共同研究開發，由英國開發成功並依照協定向前歐盟各國公開魔法式。現在60歲，曾經在澳大利亞負責指導澳軍製造調整體和強化自然魔法師。
潔絲敏・威廉大尉（29歲，外表12-13歲）是被他本人負責直接指導調整的「威廉家族」的一員，也是能使用「臭氧循環」的戰略級魔法师。
跟愛德華・克拉克、伊果・安德烈維齊・貝佐布拉佐夫共謀宇宙資源開發計畫。其後由於與佐伯少將私下協議推動「戰略魔法師管理條約」，因而與愛德華斷絕聯繫。
卡拉・施米特
國籍：德國
戰略級魔法：「臭氧循環」
阿里・夏亨
國籍：土耳其
戰略級魔法：「巴哈姆特」
「巴哈姆特」魔法式由USNA和日本（第五研）共同開發成功，由日本主導提供。
為了阻止新蘇聯進一步對USNA造成威脅，在接受USNA媒體專訪時，對於達也發表的「魔法恆星爐工業園區計畫」公開表示支持。
梭姆・查伊・班納克
國籍：泰國
戰略級魔法：「神焰沉爆」
「神焰沉爆」魔法式由印度、波斯聯邦提供。

## 其他人物
道格拉斯・黃（聲：谷內健）
香港國際犯罪組織「無頭龍」（No Head Dragon）東日本總部部長，同時也是首領親信。
為達成組織營運目標，以九校戰戰績來開設賭局，並在九校戰營運委員會中安插內應，為讓第一高中無法獲得總冠軍而使出種種手段，最終被達也殺死並將「無頭龍」東日本總部摧毀。
鈴・理查生
真名為「孫美鈴」，就讀加州大學。
香港國際犯罪組織「無頭龍」（No Head Dragon）首領「理查德・孫」（真名為孫公明）的養女，是首領最寵愛的情婦之女，在首領被刺杀身亡後，被倖存餘黨推舉為「無頭龍」新領袖。本身並非魔法師，但在她帶領下，一度被瓦解的「無頭龍」再度回归軌道。曾向下屬表示，若對她不滿意，可把她送回加州大学，可见她並不在乎「無頭龍」的首領之位及其發展。
在暑假的某一天巧遇森崎駿，並被森崎主動幫助和保護，最終在森崎的幫助下安全逃走，認識森崎後改變了對魔法師的觀感（雖然森崎最終並不知道鈴的本名及身份），因此為了報恩，下令「無頭龍」不得與日本政府及魔法师敵對。此命令導致後来周公瑾和黑顧失去強大的後援，間接促使兩人死亡。
周公瑾（聲：遊佐浩二）
陳祥山和呂剛虎在日本的协力者，拥有俊美外表的青年。是顧傑 / 紀德・謝茲・黑顧的弟子，知道由四葉元造發起的復仇行動導致大漢滅亡，也知道四葉被稱為「不可侵犯之禁忌」。
Blanche的造反、無頭龍的暗中活躍、大亞聯盟特殊部隊的牽線、寄生物偷渡入境、聯合媒體利用人類主義反魔法師皆為他的安排。在人偶兵器實驗中，也遵從黑之老師的命令安排大亞三名魔法師混入九島，企圖導入術式讓人偶兵器失控來造成混亂。
擅長使用鬼門遁甲跟化成體魔法，在對上四葉分家當主黑羽貢時，使用魔法「哮天犬」咬斷對方一隻手後逃逸。
在被達也、將輝、光宣及黑羽家圍捕中，留下「我，是不會滅亡的。就算死了，我還會存在」的話，肉體於熊熊火焰中自焚消失殆盡，而亡靈則以寄生物的狀態入侵光宣體內。目前被光宣用魔法束缚，成为他的第二意识及知识的一部分。
在橫濱事件之前已在橫濱待了十年，但在到橫濱之前的三十年一直過著逃亡生活，由此可見外貌與實際年齡相差很大。疑為同樣使用亡靈入侵他人身体並奪取主導權的意識而不斷生存下来。其手下們也因此不在乎他外貌的改變，只要他擁有打開其倉庫及在横濱中華街店铺的「鎖鑰」，即為他们的首領。
顧傑 / 紀德・謝茲・黑顧（聲：稻田徹）
七賢人之一。
無國籍華裔人士，97歲，但是從外表看起來約50歲而已，是國際恐怖組織「Blanche」的總帥，也是國際犯罪集團「無頭龍」的前領袖——理查 德・孫的老大哥。無頭龍內部稱呼他為「黑之老師」或「黑顧大人」。
前大漢的魔法師開發機關崑崙方院的人員，但被方院放逐而流浪國外，在大漢毀滅的時候被USNA政府判定為難民，所以他現在的身份是無國籍的難民。
是周公瑾上司，暗中指揮周公瑾企圖削弱日本實力跟報復四葉家。由於被放逐，本身對大漢跟崑崙方院有著復仇心，但在大漢被四葉摧毀後，卻轉而把四葉家跟日本魔法界定為復仇對象，其心態不明。
個人戰鬥力很低，擅長的是把像是『魔法增幅裝置』這些把人類作為部件的道具制造出來的技術，又或是『執行者』般把人類變為道具的技術，還有操縱屍體的技術。
暗中偷渡至日本，並利用殭屍術操縱屍體進行自殺式恐怖攻擊來襲擊師族會議，藉由一般平民的傷亡來形成大眾對魔法師的責難。
在十師族跟USNA兩方追捕下，最後搭船逃亡時，連人帶船被卡諾普斯少校葬送於大海。
恩斯特・罗森
「罗森」本家成員之一，德国人，是製造CAD聞名的跨國世界企業「罗森魔工所」的新任日本分部長。來日本的主要原因是為處理艾莉卡的繼承權問题及招覧雷歐加入「城塞系列」的研究（明面上為擔任新世代調整體的教練，實際上是為取得與其基因及能力等相关的研究资料）。
就血緣來說是千葉艾莉卡的堂舅，但未見過其堂姊安娜（即艾莉卡的母亲）。因艾莉卡的才能而有意招覽她成为其養女（由于艾莉卡的外祖父曾私奔而脱离家族及私放調整體魔法师--雷歐的祖父--佐治・奥斯托布鲁克而使家族蒙受損失，故艾莉卡實際上只剩下財產上的繼承權。若艾莉卡要取回羅森家族成員的身份和權利，就只剩下過繼的方式。），也企图以聯姻（和艾莉卡結婚）的方式招覽雷歐加入羅森家族，但遭兩人強烈反對。自以为是般認為兩人因二科生的關係而無法得到配合能力的合理際遇，更認為身為千葉家私生女的艾莉卡在自己家族會得到更好的賞識。
相當賞識達也在魔法工學展現的才能，雖然有意招聘對方，但未有實際行动。此外，對FLT的托拉斯・西爾弗深感威脅。

## 劇場版登場人物
綿摘未九亞（聲：小原好美）
「海神系列」No.22調整體魔法師，14歲（外表比實際年齡小），標題中的「呼唤繁星的少女」之一，同系列的姊妹们皆以剩下來的調整體的先後編號順序來命名。（大部分調整體在實驗初期已報銷，只剩下9位）獲得盛永明子的幫助下逃离日本海軍研究所，並向達也等人說出自己的願望，希望他们能救出她的姊妹們。從出生開始一直都在研究所過着非人的生活，連洗澡都在消毒槽中度过，對外界的事物一無所知，連自己是魔法師、使用過魔法和CAD等相關認知都沒有。在達也等人救出全部「海神系列」調整體及替她们向魔法協會申请人權保护後，被送往四葉家接受保护，並開始新的生活。
雖然起初對面無表情的達也感到畏惧，但是在達也救出其姊妹後，逐漸接受了這位救命恩人，並在告別眾人時，向他露出笑容。在姊妹中，與四亞的感情最要好。
綿摘未四亞（聲：小原好美）
九亞的姊姊，「海神系列」調整體魔法師之一，與九亞的感情最要好。對救出她们的達也十分信任。
兼丸孝夫（聲：安原義人（日本）；（台灣））
日本海軍研究所的計畫負責人，對調整體魔法師像零件般對待，是為求達到目的而不擇手段之人，企图研发出以「海神系列」魔法师和大型CAD來發動的戰略級魔法，藉此獲得軍方認同。因前次實驗成功後而強行提前執行把美國的廢棄戰略衛星引到地球。在失去九亞的情况下，仍不放棄需要12人進行的實驗，強行利用剩余8位的調整体魔法師發動魔法。最後自己和部屬(除盛永明子等少數部屬之外)全都遭停職處分（因他沒經過上級允許擅自將美國的廢棄戰略衛星「第七災難」引到地球），而該計畫和實驗數據也被日本政府永遠強制終止和被達也給刪除。
盛永明子（聲：岡寬惠）
日本海軍研究所的研究員，因受良心所責，而幫助九亞逃离研究所，以阻止她因實驗而失去自我意識。本身是七草次智郎的恩師，所以曾聯絡他透過真由美安排逃走用的飛機給九亞，但九亞卻誤上北山家的私人飛機，因而認識了深雪等人。在事后因私放調整体魔法师一事遭處分囚禁，後被達也所救，並協助他救出其他「海神系列」調整体魔法師及告知他有關實驗的一切。
拉鲁夫・阿尔果路
USNA軍魔法師部隊「STARS」的的魔法师，隸屬班哲明旗下的第一大隊。战斗力高强，但有粗暴的战斗狂的一面，经常在任务中有造成过剩杀伤倾向的问题人物。曾企图連沒有反抗能力的孩子和實驗室成員都想殺掉，遭艾莉卡、雷歐和由魔法協會及十師族派来處理事件的十文字克人合力阻止，由班哲明帶走徹退。
拉鲁夫・哈第・米尔法克
在魔法師部隊「STARS」的中被称作「哈第」的USNA魔法师。性性格质朴刚健。会操作用短剑形态的武装一体型CAD制作的诱导飞翔体的魔法「舞蹈・编发」。曾企图牽制深雪和干比古但不果。